# Населённые пункты Пермского края в районах
Населённые пункты Пермского края в районах.
О населённых пунктах, входящих в состав районов Коми-Пермяцкого округа, см.:
Населённые пункты Коми-Пермяцкого округа.
Численность населения сельских населённых пунктов приведена по данным переписи населения 2010 года, численность населения городских населённых пунктов (посёлков городского типа (рабочих посёлков) и городов) — по оценке на 1 января 2023 года.

## Районы

### Бардымский (Бардымский муниципальный округ)
| №  | Населённый пункт | Тип     | Население |
| -- | ---------------- | ------- | --------- |
| 1  | Акбаш            | село    | 540       |
| 2  | Аклуши           | село    | 432       |
| 3  | Амировка         | деревня | 23        |
| 4  | Антуфьево        | деревня | 45        |
| 5  | Асюл             | деревня | 110       |
| 6  | Барда            | село    | 9972      |
| 7  | Бардабашка-I     | деревня | 261       |
| 8  | Бардабашка-II    | деревня | 45        |
| 9  | Батырбай         | деревня | 105       |
| 10 | Березники        | село    | 464       |
| 11 | Бичурино         | село    | 1047      |
| 12 | Брюзли           | село    | 374       |
| 13 | Верхний Ашап     | деревня | 74        |
| 14 | Верх-Шлык        | деревня | 144       |
| 15 | Елпачиха         | село    | 1292      |
| 16 | Зайцево          | деревня | 18        |
| 17 | Зязелга          | деревня | 144       |
| 18 | Игатка           | деревня | 7         |
| 19 | Искирский        | посёлок | 3         |
| 20 | Искирь           | деревня | 209       |
| 21 | Ишимово          | деревня | 455       |
| 22 | Караул           | деревня | 15        |
| 23 | Кармановка       | село    | 290       |
| 24 | Константиновка   | село    | 496       |
| 25 | Конюково         | деревня | 116       |
| 26 | Краснояр-I       | село    | 1998      |
| 27 | Краснояр-II      | село    | 678       |
| 28 | Кудаш            | деревня | 185       |
| 29 | Куземьярово      | село    | 433       |
| 30 | Мостовая         | деревня | 337       |
| 31 | Нарадка          | деревня | 22        |
| 32 | Нижняя Искильда  | деревня | 138       |
| 33 | Низовское        | деревня | 21        |
| 34 | Никольск         | деревня | 46        |
| 35 | Новая Казанка    | деревня | 128       |
| 36 | Новый Ашап       | село    | 330       |
| 37 | Новый Чад        | деревня | 37        |
| 38 | Печмень          | село    | 440       |
| 39 | Сараши           | село    | 1435      |
| 40 | Старый Ашап      | деревня | 46        |
| 41 | Старый Чад       | деревня | 131       |
| 42 | Султанай         | село    | 411       |
| 43 | Сюзянь           | деревня | 375       |
| 44 | Талканка         | деревня | 22        |
| 45 | Танып            | село    | 560       |
| 46 | Тюндюк           | село    | 669       |
| 47 | Уймуж            | село    | 299       |
| 48 | Усаклы           | деревня | 3         |
| 49 | Усть-Ашап        | деревня | 99        |
| 50 | Усть-Тунтор      | село    | 277       |
| 51 | Усть-Шлык        | деревня | 47        |
| 52 | Утяй             | деревня | 0         |
| 53 | Учкул            | деревня | 78        |
| 54 | Федорки          | село    | 371       |
| 55 | Чалково          | деревня | 85        |
| 56 | Чувашаево        | деревня | 38        |
| 57 | Шабарка          | деревня | 175       |
| 58 | Шермеинск        | деревня | 6         |
| 59 | Шермейка         | село    | 253       |
| 60 | Щипа             | деревня | 26        |
| 61 | Юкшур            | деревня | 62        |

### Берёзовский (Берёзовский муниципальный округ)
| №  | Населённый пункт | Тип     | Население |
| -- | ---------------- | ------- | --------- |
| 1  | Антонково        | деревня | 135       |
| 2  | Асово            | село    | 826       |
| 3  | Байкино          | деревня | 84        |
| 4  | Бартово          | деревня | 37        |
| 5  | Бартым           | деревня | 55        |
| 6  | Басарги          | деревня | 4         |
| 7  | Батерики         | деревня | 339       |
| 8  | Батурята         | деревня | #Н/Д      |
| 9  | Березник         | деревня | 5         |
| 10 | Березовая Гора   | деревня | 53        |
| 11 | Берёзовка        | село    | 6466      |
| 12 | Бородино         | деревня | 7         |
| 13 | Брод             | деревня | 107       |
| 14 | Ванино           | деревня | 34        |
| 15 | Ванькино         | деревня | 300       |
| 16 | Верх-Молебка     | деревня | 0         |
| 17 | Верхние Исады    | деревня | 8         |
| 18 | Вилисово         | деревня | 38        |
| 19 | Володино         | село    | 69        |
| 20 | Галашино         | деревня | 13        |
| 21 | Гладково         | деревня | 10        |
| 22 | Демидята         | деревня | 2         |
| 23 | Дубовое          | деревня | 383       |
| 24 | Епишата          | деревня | 33        |
| 25 | Ермолино         | деревня | 6         |
| 26 | Заборье          | деревня | 522       |
| 27 | Зернино          | село    | 315       |
| 28 | Иссиняево        | деревня | 65        |
| 29 | Карнаухово       | деревня | 34        |
| 30 | Карнаухово       | село    | 165       |
| 31 | Климята          | деревня | 22        |
| 32 | Клычи            | деревня | 180       |
| 33 | Кляпово          | деревня | 505       |
| 34 | Копчиково        | деревня | 391       |
| 35 | Костята          | деревня | 6         |
| 36 | Малая Сосновка   | деревня | 35        |
| 37 | Малыши           | деревня | 143       |
| 38 | Марково          | деревня | 121       |
| 39 | Мартелы          | деревня | 51        |
| 40 | Махтята          | деревня | 26        |
| 41 | Мачино           | деревня | 88        |
| 42 | Мачино           | деревня | 104       |
| 43 | Метальниково     | деревня | 120       |
| 44 | Мисилята         | деревня | 24        |
| 45 | Молёбка          | деревня | 44        |
| 46 | Нижние Исады     | деревня | 42        |
| 47 | Осиново          | деревня | 20        |
| 48 | Пальник          | деревня | 6         |
| 49 | Пентюрино        | деревня | 145       |
| 50 | Перебор          | деревня | 598       |
| 51 | Печатка          | деревня | 15        |
| 52 | Пирожково        | деревня | 48        |
| 53 | Плотниково       | деревня | 137       |
| 54 | Подволошино      | деревня | 190       |
| 55 | Подперебор       | деревня | 3         |
| 56 | Поздянка         | деревня | 94        |
| 57 | Покровка         | село    | 250       |
| 58 | Полушкино        | деревня | 198       |
| 59 | Полчата          | деревня | 4         |
| 60 | Потаницы         | деревня | 58        |
| 61 | Проносное        | деревня | 319       |
| 62 | Пуздрино         | деревня | 113       |
| 63 | Рыжково          | деревня | 102       |
| 64 | Рязаны           | деревня | 10        |
| 65 | Сажино           | село    | 130       |
| 66 | Самохино         | деревня | 20        |
| 67 | Сая              | село    | 275       |
| 68 | Селезни          | деревня | 9         |
| 69 | Сосновка         | деревня | 23        |
| 70 | Сосновка         | село    | 215       |
| 71 | Старково         | деревня | 18        |
| 72 | Таз Русский      | село    | 175       |
| 73 | Таз Татарский    | деревня | 174       |
| 74 | Тараныш          | деревня | 10        |
| 75 | Тарнабоево       | деревня | 12        |
| 76 | Токманы          | деревня | 2         |
| 77 | Тулумбасы        | посёлок | 109       |
| 78 | Туясы            | деревня | 171       |
| 79 | Ураи             | деревня | 35        |
| 80 | Урасково         | деревня | 63        |
| 81 | Федотово         | деревня | 35        |
| 82 | Харино           | деревня | 16        |
| 83 | Хлопуши          | деревня | 0         |
| 84 | Шаква            | деревня | 82        |
| 85 | Шестаки          | деревня | 25        |
| 86 | Шишкино          | деревня | 53        |
| 87 | Шульгино         | деревня | 65        |
| 88 | Шумково          | деревня | 12        |
| 89 | Ябурово          | деревня | 19        |

### Большесосновский (Большесосновский муниципальный округ)
| №  | Населённый пункт | Тип     | Население |
| -- | ---------------- | ------- | --------- |
| 1  | Баклуши          | село    |           |
| 2  | Бердышево        | село    | 319       |
| 3  | Большая Соснова  | село    | 4760      |
| 4  | Большие Кизели   | деревня | 45        |
| 5  | Бурдино          | деревня | 79        |
| 6  | Вары             | деревня |           |
| 7  | Вахрино          | деревня | 21        |
| 8  | Верх-Потка       | деревня | 232       |
| 9  | Верх-Соснова     | деревня | 42        |
| 10 | Верх-Шестая      | деревня | 27        |
| 11 | Гари             | деревня | 51        |
| 12 | Гладкий Мыс      | деревня | 14        |
| 13 | Долганы          | деревня | 7         |
| 14 | Дробины          | деревня | 37        |
| 15 | Желнино          | деревня | 44        |
| 16 | Заболотово       | деревня | 334       |
| 17 | Загибовка        | деревня | 4         |
| 18 | Зачерная         | деревня | 76        |
| 19 | Киприно          | деревня | 10        |
| 20 | Кленовка         | село    | 341       |
| 21 | Кожино           | деревня | 2         |
| 22 | Колоколово       | деревня | 1         |
| 23 | Красные Горки    | посёлок | 18        |
| 24 | Красный Яр       | деревня | 352       |
| 25 | Кривелево        | деревня |           |
| 26 | Кузино           | деревня | 119       |
| 27 | Кузнецы          | деревня | 9         |
| 28 | Левино           | село    | 321       |
| 29 | Лисья            | деревня | 189       |
| 30 | Лыково           | деревня | 87        |
| 31 | Лягушино         | деревня | 21        |
| 32 | Малиновка        | деревня | 15        |
| 33 | Малая Соснова    | село    | 360       |
| 34 | Малые Кизели     | село    | 80        |
| 35 | Марасаны         | деревня | 87        |
| 36 | Медведево        | деревня | 5         |
| 37 | Нижний Лып       | село    | 315       |
| 38 | Осиновка         | деревня | 76        |
| 39 | Осиновка         | деревня | 18        |
| 40 | Пермяки          | село    | 171       |
| 41 | Петропавловск    | село    | 588       |
| 42 | Пикули           | деревня | 37        |
| 43 | Пичуги           | деревня | 6         |
| 44 | Плоска           | деревня | 92        |
| 45 | Позоры           | деревня | 37        |
| 46 | Полозово         | село    | 269       |
| 47 | Развилы          | деревня | 119       |
| 48 | Русский Лем      | деревня |           |
| 49 | Селетки          | деревня | 26        |
| 50 | Сивинское        | деревня | 91        |
| 51 | Солоды           | село    |           |
| 52 | Старый Лып       | деревня | 72        |
| 53 | Стафията         | деревня | 3         |
| 54 | Тараканово       | село    | 123       |
| 55 | Тойкино          | село    | 295       |
| 56 | Черновское       | село    | 1661      |
| 57 | Чернухи          | деревня | 45        |
| 58 | Чистопереволока  | деревня | 14        |
| 59 | Шамары           | деревня |           |
| 60 | Южный            | посёлок | 136       |
| 61 | Юрково           | село    | 416       |
| 62 | Ясная Поляна     | посёлок | 7         |

### Верещагинский (Верещагинский городской округ)
| №   | Населённый пункт | Тип              | Население |
| --- | ---------------- | ---------------- | --------- |
| 1   | Агеево           | деревня          | 6         |
| 2   | Алешата          | деревня          | 44        |
| 3   | Андрияново       | деревня          | 64        |
| 4   | Андроновка       | деревня          | 53        |
| 5   | Андронята        | деревня          | 29        |
| 6   | Аникино          | деревня          | 145       |
| 7   | Артошичи         | деревня          | 85        |
| 8   | Баранники        | деревня          | 30        |
| 9   | Беляевка         | деревня          | 131       |
| 10  | Бородули         | деревня          | 476       |
| 11  | Бородулино       | посёлок          | 1068      |
| 12  | Борщовцы         | деревня          | 68        |
| 13  | Бузынята         | деревня          | 6         |
| 14  | Васенки          | деревня          | 16        |
| 15  | Веденичи         | деревня          | 5         |
| 16  | Верещагино       | город            | 22 077    |
| 17  | Верх-Лысьва      | посёлок          | 154       |
| 18  | Верхнее Мальцево | деревня          | 17        |
| 19  | Верхние Хомяки   | деревня          | 0         |
| 20  | Верхние Шабуры   | деревня          | 76        |
| 21  | Верхняя Ознобиха | деревня          | 0         |
| 22  | Веселково        | деревня          | 58        |
| 23  | Вознесенское     | село             | 1681      |
| 24  | Волеги           | деревня          | 48        |
| 25  | Волегово         | посёлок разъезда | 11        |
| 26  | Гаврюхино        | деревня          | 21        |
| 27  | Ганичи           | деревня          | 6         |
| 28  | Гаревка          | деревня          | 79        |
| 29  | Горынцы          | деревня          | 0         |
| 30  | Гудыри           | деревня          | 138       |
| 31  | Демино           | деревня          | 157       |
| 32  | Денисовка        | деревня          | 16        |
| 33  | Денисята         | деревня          | 0         |
| 34  | Дурово           | деревня          | 44        |
| 35  | Евсино           | деревня          | 6         |
| 36  | Егорово          | деревня          | 111       |
| 37  | Егоршата         | деревня          | 29        |
| 38  | Еловики          | деревня          | 90        |
| 39  | Елохи            | деревня          | 241       |
| 40  | Енино            | деревня          | 18        |
| 41  | Ефимовка         | деревня          | 9         |
| 42  | Ефимково         | деревня          | 0         |
| 43  | Жигали           | деревня          | 33        |
| 44  | Зайцы            | деревня          | 56        |
| 45  | Заполье          | деревня          | 87        |
| 46  | Заполье          | деревня          | 239       |
| 47  | Зарич            | деревня          | 22        |
| 48  | Захарята         | деревня          | 169       |
| 49  | Зюкай            | посёлок разъезда | 57        |
| 50  | Зюкайка          | посёлок          | 3603      |
| 51  | Ивашково         | деревня          | 80        |
| 52  | Казарма 1283 км  | населённый пункт | 5         |
| 53  | Казарма 1291 км  | населённый пункт | 0         |
| 54  | Казарма 1292 км  | населённый пункт | 2         |
| 55  | Казарма 1293 км  | населённый пункт | 4         |
| 56  | Казарма 1308 км  | населённый пункт | 26        |
| 57  | Казарма 1309 км  | населённый пункт | 2         |
| 58  | Казарма 1312 км  | населённый пункт | 0         |
| 59  | Калиничи         | деревня          | 33        |
| 60  | Каменка          | деревня          | 186       |
| 61  | Карагайцы        | деревня          | 37        |
| 62  | Карагайцы        | деревня          | 43        |
| 63  | Катаево          | деревня          | 58        |
| 64  | Кирпичики        | деревня          | 18        |
| 65  | Ключи            | деревня          | 8         |
| 66  | Ключи            | деревня          | 100       |
| 67  | Кожевники        | деревня          | 41        |
| 68  | Комары           | деревня          | 287       |
| 69  | Кононово         | деревня          | 0         |
| 70  | Коротаево        | деревня          | 29        |
| 71  | Кочни            | деревня          | 1         |
| 72  | Кривчана         | деревня          | 210       |
| 73  | Крутики          | деревня          | 21        |
| 74  | Кузнецово        | деревня          | 48        |
| 75  | Кузьминка        | деревня          | 7         |
| 76  | Кукетский        | посёлок разъезда | 579       |
| 77  | Кукеты           | деревня          | 279       |
| 78  | Кукушки          | деревня          | 18        |
| 79  | Кунгур           | деревня          | 3         |
| 80  | Купцы            | деревня          | 24        |
| 81  | Лазарево         | деревня          | 7         |
| 82  | Левино           | деревня          | 6         |
| 83  | Ленино           | посёлок          | 519       |
| 84  | Леушканово       | деревня          | 120       |
| 85  | Логиново         | деревня          | 37        |
| 86  | Лукино           | деревня          | 26        |
| 87  | Лучники          | деревня          | 6         |
| 88  | Мальги           | деревня          | 5         |
| 89  | Мальковка        | деревня          | 45        |
| 90  | Мартелы          | деревня          | 3         |
| 91  | Меньшиков        | хутор            | 4         |
| 92  | Минино           | деревня          | 19        |
| 93  | Мишино           | деревня          | 8         |
| 94  | Мосино           | деревня          | 8         |
| 95  | Москвята         | деревня          | 11        |
| 96  | Моши             | деревня          | 4         |
| 97  | Нежданово        | деревня          | 29        |
| 98  | Нижнее Галино    | деревня          | 413       |
| 99  | Нижнее Мальцево  | деревня          | 6         |
| 100 | Нижние Гаревские | деревня          | 16        |
| 101 | Нижние Хомяки    | деревня          | 5         |
| 102 | Нижние Шабуры    | деревня          | 20        |
| 103 | Никитята         | деревня          | 0         |
| 104 | Никишата         | деревня          | 61        |
| 105 | Нифонята         | деревня          | 53        |
| 106 | Носята           | деревня          | 73        |
| 107 | Овчинники        | деревня          | 4         |
| 108 | Ощепково         | деревня          | 37        |
| 109 | Пальмино         | деревня          | 23        |
| 110 | Потаповка        | деревня          | 43        |
| 111 | Реуны            | деревня          | 0         |
| 112 | Ровный           | хутор            | 3         |
| 113 | Павличата        | деревня          | 0         |
| 114 | Паклино          | деревня          | 35        |
| 115 | Панюши           | деревня          | 6         |
| 116 | Пелени           | деревня          | 5         |
| 117 | Первомайка       | деревня          | 116       |
| 118 | Посад            | деревня          | 45        |
| 119 | Прохорята        | деревня          | 3         |
| 120 | Путино           | посёлок разъезда | 3         |
| 121 | Путино           | село             | 1012      |
| 122 | Пьянково         | деревня          | 29        |
| 123 | Рябины           | деревня          | 647       |
| 124 | Савенки          | деревня          | 14        |
| 125 | Салтыково        | деревня          | 110       |
| 126 | Сарапулка        | деревня          | 58        |
| 127 | Сарачи           | деревня          | 11        |
| 128 | Сенькино         | деревня          | 6         |
| 129 | Сепыч            | село             | 1205      |
| 130 | Сергеевка        | деревня          | 39        |
| 131 | Сивково          | деревня          | 22        |
| 132 | Сидорята         | деревня          | 87        |
| 133 | Симонята         | деревня          | 0         |
| 134 | Соболята         | деревня          | 146       |
| 135 | Соколово         | деревня          | 673       |
| 136 | Сороки           | деревня          | 0         |
| 137 | Спирята          | деревня          | 5         |
| 138 | Старая Мельница  | деревня          | 0         |
| 139 | Старый Посад     | деревня          | 79        |
| 140 | Степанята        | деревня          | 2         |
| 141 | Стрижи           | деревня          | 20        |
| 142 | Субботники       | посёлок          | 400       |
| 143 | Терешата         | деревня          | 3         |
| 144 | Толковята        | деревня          | 40        |
| 145 | Трошино          | деревня          | 16        |
| 146 | Тюриково         | деревня          | 170       |
| 147 | Углево           | деревня          | 25        |
| 148 | Усть-Сепыч       | деревня          | 16        |
| 149 | Федосята         | деревня          | 0         |
| 150 | Федяшино         | деревня          | 106       |
| 151 | Хрены            | деревня          | 78        |
| 152 | Чащино           | деревня          | 0         |
| 153 | Черепаново       | деревня          | 8         |
| 154 | Черномясово      | деревня          | 22        |
| 155 | Черствые         | деревня          | 7         |
| 156 | Шаврино          | деревня          | 11        |
| 157 | Шатрово          | деревня          | 1         |
| 158 | Шатры            | деревня          | 11        |
| 159 | Шипичата         | деревня          | 13        |
| 160 | Шулаи            | деревня          | 2         |
| 161 | Щетины           | деревня          | 3         |

### Горнозаводский (Горнозаводский городской округ)
| №  | Населённый пункт      | Тип                   | Население |
| -- | --------------------- | --------------------- | --------- |
| 1  | Бисер                 | рабочий посёлок (пгт) | 608       |
| 2  | Вижай                 | посёлок станции       | 207       |
| 3  | Вильва                | посёлок               | 243       |
| 4  | Горнозаводск          | город                 | 10 890    |
| 5  | Европейская           | посёлок станции       | 25        |
| 6  | Койва                 | посёлок станции       | 302       |
| 7  | Кусье-Александровский | рабочий посёлок (пгт) | 1510      |
| 8  | Лаки                  | посёлок станции       | 4         |
| 9  | Медведка              | рабочий посёлок (пгт) | 272       |
| 10 | Нововильвенский       | рабочий посёлок (пгт) | 30        |
| 11 | Пашия                 | рабочий посёлок (пгт) | 3400      |
| 12 | Промысла              | рабочий посёлок (пгт) | 383       |
| 13 | Сараны                | рабочий посёлок (пгт) | 868       |
| 14 | Средняя Усьва         | посёлок               | 431       |
| 15 | Старый Бисер          | рабочий посёлок (пгт) | 328       |
| 16 | Тёплая Гора           | рабочий посёлок (пгт) | 2719      |
| 17 | Усть-Койва            | посёлок               | 18        |
| 18 | Усть-Тискос           | посёлок станции       | 13        |
| 19 | Усть-Тырым            | посёлок               | 61        |

### Еловский (Еловский муниципальный округ)
| №  | Населённый пункт | Тип     | Население |
| -- | ---------------- | ------- | --------- |
| 1  | Барановка        | деревня | 142       |
| 2  | Батуи            | деревня | 10        |
| 3  | Берёзовка        | деревня | 118       |
| 4  | Большой Кашкалак | деревня | 19        |
| 5  | Брюхово          | село    | 377       |
| 6  | Городище         | деревня | 19        |
| 7  | Дружная          | деревня | 45        |
| 8  | Дуброво          | село    | 721       |
| 9  | Елово            | село    | 4844      |
| 10 | Жуланы           | деревня | 49        |
| 11 | Зоново           | деревня | 26        |
| 12 | Калиновка        | село    | 247       |
| 13 | Кижи             | деревня | 50        |
| 14 | Кресты           | деревня | 125       |
| 15 | Крюково          | село    | 400       |
| 16 | Куштомак         | село    | 161       |
| 17 | Малая Талица     | деревня | 2         |
| 18 | Малая Уса        | село    | 235       |
| 19 | Мичура           | деревня | 205       |
| 20 | Неволино         | деревня | 28        |
| 21 | Нижняя Барда     | село    | 124       |
| 22 | Норочье          | деревня | 34        |
| 23 | Осиновик         | село    | 254       |
| 24 | Паньково         | деревня | 32        |
| 25 | Плишкари         | село    | 393       |
| 26 | Плишкино         | деревня | 118       |
| 27 | Прохорята        | деревня | 45        |
| 28 | Свобода          | деревня | 14        |
| 29 | Сивяки           | деревня | 24        |
| 30 | Сосновка         | деревня | 39        |
| 31 | Средняя          | деревня | 11        |
| 32 | Суганка          | село    | 382       |
| 33 | Тойкино          | деревня | 94        |
| 34 | Фаор             | посёлок | 296       |
| 35 | Чулпанышка       | деревня | 11        |
| 36 | Шубино           | деревня | 80        |
| 37 | Шульдиха         | деревня | 263       |
| 38 | Шумово           | деревня | 137       |
| 39 | Ятыш             | деревня | 79        |

### Ильинский (Ильинский городской округ)
| №   | Населённый пункт | Тип     | Население                                                                                  |
| --- | ---------------- | ------- | ------------------------------------------------------------------------------------------ |
| 1   | Аверины          | деревня | 0                                                                                          |
| 2   | Анисимово        | деревня | 53                                                                                         |
| 3   | Антонова         | деревня | 27                                                                                         |
| 4   | Бабята           | деревня | 5                                                                                          |
| 5   | Банюково         | деревня | 6                                                                                          |
| 6   | Баранята         | деревня | 4                                                                                          |
| 7   | Бачгины          | деревня | 2                                                                                          |
| 8   | Беклемышева      | деревня | 33                                                                                         |
| 9   | Белканы          | деревня | 38                                                                                         |
| 10  | Берёзовка        | деревня | 1                                                                                          |
| 11  | Богородское      | село    | 26                                                                                         |
| 12  | Большая Дуброва  | деревня | 7                                                                                          |
| 13  | Большие Ергаласы | деревня | 1                                                                                          |
| 14  | Большие Корякины | деревня | 16                                                                                         |
| 15  | Большуха         | деревня | 36                                                                                         |
| 16  | Бор              | деревня | 7                                                                                          |
| 17  | Борисово         | деревня | 1                                                                                          |
| 18  | Васильевское     | село    | 515                                                                                        |
| 19  | Викулята         | деревня | 22                                                                                         |
| 20  | Гавренки         | деревня | 0                                                                                          |
| 21  | Гари             | деревня | 8                                                                                          |
| 22  | Гили             | деревня | 2                                                                                          |
| 23  | Глушиха          | деревня | 57                                                                                         |
| 24  | Горена           | деревня | 16                                                                                         |
| 25  | Горланы          | деревня | 6                                                                                          |
| 26  | Гувашер          | деревня | 56                                                                                         |
| 27  | Данихино         | деревня | 74                                                                                         |
| 28  | Даницы           | деревня | 5                                                                                          |
| 29  | Деменки          | деревня | 1                                                                                          |
| 30  | Дмитриевское     | село    | 349                                                                                        |
| 31  | Егорова          | деревня | 23                                                                                         |
| 32  | Елисята          | деревня | 5                                                                                          |
| 33  | Елковщина        | деревня | 46                                                                                         |
| 34  | Елчихина         | деревня | 2                                                                                          |
| 35  | Ераничи          | деревня | 3                                                                                          |
| 36  | Ерёма            | посёлок | 94                                                                                         |
| 37  | Еремичи          | деревня | 3                                                                                          |
| 38  | Ерши             | деревня | 46                                                                                         |
| 39  | Жердовка         | деревня | 89                                                                                         |
| 40  | Заборье          | деревня | 2                                                                                          |
| 41  | Заполье          | деревня | 71                                                                                         |
| 42  | Захаровцы        | деревня | 9                                                                                          |
| 43  | Зинки            | деревня | 95                                                                                         |
| 44  | Зобачева         | деревня | 17                                                                                         |
| 45  | Зотина           | деревня | 26                                                                                         |
| 46  | Зубакина         | деревня | 4                                                                                          |
| 47  | Зубовка          | деревня | 51                                                                                         |
| 48  | Ивановское       | село    | 384                                                                                        |
| 49  | Иванцева         | деревня | 8                                                                                          |
| 50  | Ильинский        | посёлок | 6228                                                                                       |
| 51  | Ильята           | деревня | 27                                                                                         |
| 52  | Истомины         | деревня | 2                                                                                          |
| 53  | Калинята         | деревня | 0                                                                                          |
| 54  | Каргино          | село    | 220                                                                                        |
| 55  | Катаево          | деревня | 2                                                                                          |
| 56  | Катаевы          | деревня | 120                                                                                        |
| 57  | Катаи            | деревня | 4                                                                                          |
| 58  | Кленовчана       | деревня | 0                                                                                          |
| 59  | Козлова          | деревня | 30                                                                                         |
| 60  | Кокаровщина      | деревня | 10                                                                                         |
| 61  | Кокорница        | деревня | 17                                                                                         |
| 62  | Кокуй            | деревня | 3                                                                                          |
| 63  | Комариха         | деревня | 339                                                                                        |
| 64  | Комариха         | деревня | 202                                                                                        |
| 65  | Коневские        | деревня | 1                                                                                          |
| 66  | Коняево          | деревня | 47                                                                                         |
| 67  | Коробята         | деревня | 2                                                                                          |
| 68  | Королева         | деревня | 0                                                                                          |
| 69  | Коршуны          | деревня | 9                                                                                          |
| 70  | Кривец           | село    | 393                                                                                        |
| 71  | Кропани          | деревня | 18                                                                                         |
| 72  | Куликова         | деревня | 5                                                                                          |
| 73  | Кыласово         | село    | Получено слишком много сущностей из Викиданные. Количество загруженных сущностей: 500/500. |
| 74  | Ленва            | деревня | Получено слишком много сущностей из Викиданные. Количество загруженных сущностей: 500/500. |
| 75  | Лехино           | деревня | Получено слишком много сущностей из Викиданные. Количество загруженных сущностей: 500/500. |
| 76  | Логачи           | деревня | Получено слишком много сущностей из Викиданные. Количество загруженных сущностей: 500/500. |
| 77  | Лукошки          | деревня | Получено слишком много сущностей из Викиданные. Количество загруженных сущностей: 500/500. |
| 78  | Максимята        | деревня | Получено слишком много сущностей из Викиданные. Количество загруженных сущностей: 500/500. |
| 79  | Макурино         | деревня | Получено слишком много сущностей из Викиданные. Количество загруженных сущностей: 500/500. |
| 80  | Малахи           | деревня | Получено слишком много сущностей из Викиданные. Количество загруженных сущностей: 500/500. |
| 81  | Малые Макарята   | деревня | Получено слишком много сущностей из Викиданные. Количество загруженных сущностей: 500/500. |
| 82  | Малямыши         | деревня | Получено слишком много сущностей из Викиданные. Количество загруженных сущностей: 500/500. |
| 83  | Мамошиха         | деревня | Получено слишком много сущностей из Викиданные. Количество загруженных сущностей: 500/500. |
| 84  | Мартыновцы       | деревня | Получено слишком много сущностей из Викиданные. Количество загруженных сущностей: 500/500. |
| 85  | Мироны           | деревня | Получено слишком много сущностей из Викиданные. Количество загруженных сущностей: 500/500. |
| 86  | Митенки          | деревня | Получено слишком много сущностей из Викиданные. Количество загруженных сущностей: 500/500. |
| 87  | Мосино           | деревня | Получено слишком много сущностей из Викиданные. Количество загруженных сущностей: 500/500. |
| 88  | Москвина         | деревня | Получено слишком много сущностей из Викиданные. Количество загруженных сущностей: 500/500. |
| 89  | Мосята           | деревня | Получено слишком много сущностей из Викиданные. Количество загруженных сущностей: 500/500. |
| 90  | Мухлыги          | деревня | Получено слишком много сущностей из Викиданные. Количество загруженных сущностей: 500/500. |
| 91  | Мялицыно         | деревня | Получено слишком много сущностей из Викиданные. Количество загруженных сущностей: 500/500. |
| 92  | Назарова         | деревня | Получено слишком много сущностей из Викиданные. Количество загруженных сущностей: 500/500. |
| 93  | Некрасово        | деревня | Получено слишком много сущностей из Викиданные. Количество загруженных сущностей: 500/500. |
| 94  | Некрасовы        | деревня | Получено слишком много сущностей из Викиданные. Количество загруженных сущностей: 500/500. |
| 95  | Нижние Семинцы   | деревня | Получено слишком много сущностей из Викиданные. Количество загруженных сущностей: 500/500. |
| 96  | Нижняя Зобачева  | деревня | Получено слишком много сущностей из Викиданные. Количество загруженных сущностей: 500/500. |
| 97  | Нилиги           | деревня | Получено слишком много сущностей из Викиданные. Количество загруженных сущностей: 500/500. |
| 98  | Нифонтово        | деревня | Получено слишком много сущностей из Викиданные. Количество загруженных сущностей: 500/500. |
| 99  | Новая Каменка    | деревня | Получено слишком много сущностей из Викиданные. Количество загруженных сущностей: 500/500. |
| 100 | Октябрьский      | посёлок | Получено слишком много сущностей из Викиданные. Количество загруженных сущностей: 500/500. |
| 101 | Олеково          | деревня | Получено слишком много сущностей из Викиданные. Количество загруженных сущностей: 500/500. |
| 102 | Онино            | деревня | Получено слишком много сущностей из Викиданные. Количество загруженных сущностей: 500/500. |
| 103 | Опутята          | деревня | Получено слишком много сущностей из Викиданные. Количество загруженных сущностей: 500/500. |
| 104 | Оренки           | деревня | Получено слишком много сущностей из Викиданные. Количество загруженных сущностей: 500/500. |
| 105 | Орешково         | деревня | Получено слишком много сущностей из Викиданные. Количество загруженных сущностей: 500/500. |
| 106 | Орлы             | деревня | Получено слишком много сущностей из Викиданные. Количество загруженных сущностей: 500/500. |
| 107 | Панкраши         | деревня | Получено слишком много сущностей из Викиданные. Количество загруженных сущностей: 500/500. |
| 108 | Пачи             | деревня | Получено слишком много сущностей из Викиданные. Количество загруженных сущностей: 500/500. |
| 109 | Пепеляева        | деревня | Получено слишком много сущностей из Викиданные. Количество загруженных сущностей: 500/500. |
| 110 | Перчата          | деревня | Получено слишком много сущностей из Викиданные. Количество загруженных сущностей: 500/500. |
| 111 | Петрова          | деревня | Получено слишком много сущностей из Викиданные. Количество загруженных сущностей: 500/500. |
| 112 | Петрушата        | деревня | Получено слишком много сущностей из Викиданные. Количество загруженных сущностей: 500/500. |
| 113 | Петунята         | деревня | Получено слишком много сущностей из Викиданные. Количество загруженных сущностей: 500/500. |
| 114 | Петухи           | деревня | Получено слишком много сущностей из Викиданные. Количество загруженных сущностей: 500/500. |
| 115 | Плотники         | деревня | Получено слишком много сущностей из Викиданные. Количество загруженных сущностей: 500/500. |
| 116 | Плотникова       | деревня | Получено слишком много сущностей из Викиданные. Количество загруженных сущностей: 500/500. |
| 117 | Подборная        | деревня | Получено слишком много сущностей из Викиданные. Количество загруженных сущностей: 500/500. |
| 118 | Пожевка          | деревня | Получено слишком много сущностей из Викиданные. Количество загруженных сущностей: 500/500. |
| 119 | Позеволята       | деревня | Получено слишком много сущностей из Викиданные. Количество загруженных сущностей: 500/500. |
| 120 | Покровская       | деревня | Получено слишком много сущностей из Викиданные. Количество загруженных сущностей: 500/500. |
| 121 | Полунята         | деревня | Получено слишком много сущностей из Викиданные. Количество загруженных сущностей: 500/500. |
| 122 | Посёр            | деревня | Получено слишком много сущностей из Викиданные. Количество загруженных сущностей: 500/500. |
| 123 | Поспелова        | деревня | Получено слишком много сущностей из Викиданные. Количество загруженных сущностей: 500/500. |
| 124 | Пустовалы        | деревня | Получено слишком много сущностей из Викиданные. Количество загруженных сущностей: 500/500. |
| 125 | Пустынь          | деревня | Получено слишком много сущностей из Викиданные. Количество загруженных сущностей: 500/500. |
| 126 | Речковы          | деревня | Получено слишком много сущностей из Викиданные. Количество загруженных сущностей: 500/500. |
| 127 | Решетники        | деревня | Получено слишком много сущностей из Викиданные. Количество загруженных сущностей: 500/500. |
| 128 | Роденки          | деревня | Получено слишком много сущностей из Викиданные. Количество загруженных сущностей: 500/500. |
| 129 | Романово         | деревня | Получено слишком много сущностей из Викиданные. Количество загруженных сущностей: 500/500. |
| 130 | Романята         | деревня | Получено слишком много сущностей из Викиданные. Количество загруженных сущностей: 500/500. |
| 131 | Рубцева          | деревня | Получено слишком много сущностей из Викиданные. Количество загруженных сущностей: 500/500. |
| 132 | Русаки           | деревня | Получено слишком много сущностей из Викиданные. Количество загруженных сущностей: 500/500. |
| 133 | Рычины           | деревня | Получено слишком много сущностей из Викиданные. Количество загруженных сущностей: 500/500. |
| 134 | Рябова           | деревня | Получено слишком много сущностей из Викиданные. Количество загруженных сущностей: 500/500. |
| 135 | Савенки          | деревня | Получено слишком много сущностей из Викиданные. Количество загруженных сущностей: 500/500. |
| 136 | Савкино          | деревня | Получено слишком много сущностей из Викиданные. Количество загруженных сущностей: 500/500. |
| 137 | Садки            | деревня | Получено слишком много сущностей из Викиданные. Количество загруженных сущностей: 500/500. |
| 138 | Сартасы          | деревня | Получено слишком много сущностей из Викиданные. Количество загруженных сущностей: 500/500. |
| 139 | Селезни          | деревня | Получено слишком много сущностей из Викиданные. Количество загруженных сущностей: 500/500. |
| 140 | Семехина         | деревня | Получено слишком много сущностей из Викиданные. Количество загруженных сущностей: 500/500. |
| 141 | Сенино           | деревня | Получено слишком много сущностей из Викиданные. Количество загруженных сущностей: 500/500. |
| 142 | Сергины          | деревня | Получено слишком много сущностей из Викиданные. Количество загруженных сущностей: 500/500. |
| 143 | Симонята         | деревня | Получено слишком много сущностей из Викиданные. Количество загруженных сущностей: 500/500. |
| 144 | Слободка         | деревня | Получено слишком много сущностей из Викиданные. Количество загруженных сущностей: 500/500. |
| 145 | Слудка           | село    | Получено слишком много сущностей из Викиданные. Количество загруженных сущностей: 500/500. |
| 146 | Соколова         | деревня | Получено слишком много сущностей из Викиданные. Количество загруженных сущностей: 500/500. |
| 147 | Средняя Егва     | село    | Получено слишком много сущностей из Викиданные. Количество загруженных сущностей: 500/500. |
| 148 | Средняя Мельница | деревня | Получено слишком много сущностей из Викиданные. Количество загруженных сущностей: 500/500. |
| 149 | Сретенское       | село    | Получено слишком много сущностей из Викиданные. Количество загруженных сущностей: 500/500. |
| 150 | Старое Тяпугино  | деревня | Получено слишком много сущностей из Викиданные. Количество загруженных сущностей: 500/500. |
| 151 | Сыкулята         | деревня | Получено слишком много сущностей из Викиданные. Количество загруженных сущностей: 500/500. |
| 152 | Сырчики          | деревня | Получено слишком много сущностей из Викиданные. Количество загруженных сущностей: 500/500. |
| 153 | Сюзи             | деревня | Получено слишком много сущностей из Викиданные. Количество загруженных сущностей: 500/500. |
| 154 | Сюзи             | деревня | Получено слишком много сущностей из Викиданные. Количество загруженных сущностей: 500/500. |
| 155 | Тарасы           | деревня | Получено слишком много сущностей из Викиданные. Количество загруженных сущностей: 500/500. |
| 156 | Тельканова       | деревня | Получено слишком много сущностей из Викиданные. Количество загруженных сущностей: 500/500. |
| 157 | Тимшины          | деревня | Получено слишком много сущностей из Викиданные. Количество загруженных сущностей: 500/500. |
| 158 | Тихоновщина      | деревня | Получено слишком много сущностей из Викиданные. Количество загруженных сущностей: 500/500. |
| 159 | Трисанята        | деревня | Получено слишком много сущностей из Викиданные. Количество загруженных сущностей: 500/500. |
| 160 | Тупица           | деревня | Получено слишком много сущностей из Викиданные. Количество загруженных сущностей: 500/500. |
| 161 | Тупица           | деревня | Получено слишком много сущностей из Викиданные. Количество загруженных сущностей: 500/500. |
| 162 | Тяпугино         | деревня | Получено слишком много сущностей из Викиданные. Количество загруженных сущностей: 500/500. |
| 163 | Усть-Егва        | деревня | Получено слишком много сущностей из Викиданные. Количество загруженных сущностей: 500/500. |
| 164 | Усть-Кемоль      | деревня | Получено слишком много сущностей из Викиданные. Количество загруженных сущностей: 500/500. |
| 165 | Филатово         | село    | Получено слишком много сущностей из Викиданные. Количество загруженных сущностей: 500/500. |
| 166 | Хрупачи          | деревня | Получено слишком много сущностей из Викиданные. Количество загруженных сущностей: 500/500. |
| 167 | Чёрмоз           | город   | Получено слишком много сущностей из Викиданные. Количество загруженных сущностей: 500/500. |
| 168 | Чуманы           | деревня | Получено слишком много сущностей из Викиданные. Количество загруженных сущностей: 500/500. |
| 169 | Шаврята          | деревня | Получено слишком много сущностей из Викиданные. Количество загруженных сущностей: 500/500. |
| 170 | Шированово       | деревня | Получено слишком много сущностей из Викиданные. Количество загруженных сущностей: 500/500. |
| 171 | Юркавож          | деревня | Получено слишком много сущностей из Викиданные. Количество загруженных сущностей: 500/500. |

### Карагайский (Карагайский муниципальный округ)
| №   | Населённый пункт   | Тип              | Население                                                                                  |
| --- | ------------------ | ---------------- | ------------------------------------------------------------------------------------------ |
| 1   | Азово              | деревня          | Получено слишком много сущностей из Викиданные. Количество загруженных сущностей: 500/500. |
| 2   | Аликино            | деревня          | Получено слишком много сущностей из Викиданные. Количество загруженных сущностей: 500/500. |
| 3   | Антонята           | деревня          | Получено слишком много сущностей из Викиданные. Количество загруженных сущностей: 500/500. |
| 4   | Бажино             | деревня          | Получено слишком много сущностей из Викиданные. Количество загруженных сущностей: 500/500. |
| 5   | Баранята           | деревня          | Получено слишком много сущностей из Викиданные. Количество загруженных сущностей: 500/500. |
| 6   | Батино             | деревня          | Получено слишком много сущностей из Викиданные. Количество загруженных сущностей: 500/500. |
| 7   | Бахарята           | деревня          | Получено слишком много сущностей из Викиданные. Количество загруженных сущностей: 500/500. |
| 8   | Беклемышево        | деревня          | Получено слишком много сущностей из Викиданные. Количество загруженных сущностей: 500/500. |
| 9   | Богданово          | деревня          | Получено слишком много сущностей из Викиданные. Количество загруженных сущностей: 500/500. |
| 10  | Богоявленск        | село             | Получено слишком много сущностей из Викиданные. Количество загруженных сущностей: 500/500. |
| 11  | Большая Казань     | деревня          | Получено слишком много сущностей из Викиданные. Количество загруженных сущностей: 500/500. |
| 12  | Борщово            | деревня          | Получено слишком много сущностей из Викиданные. Количество загруженных сущностей: 500/500. |
| 13  | Бурдово            | деревня          | Получено слишком много сущностей из Викиданные. Количество загруженных сущностей: 500/500. |
| 14  | Быстрята           | деревня          | Получено слишком много сущностей из Викиданные. Количество загруженных сущностей: 500/500. |
| 15  | Ванево             | деревня          | Получено слишком много сущностей из Викиданные. Количество загруженных сущностей: 500/500. |
| 16  | Ванькино           | деревня          | Получено слишком много сущностей из Викиданные. Количество загруженных сущностей: 500/500. |
| 17  | Вахрушево          | деревня          | Получено слишком много сущностей из Викиданные. Количество загруженных сущностей: 500/500. |
| 18  | Вдовино            | деревня          | Получено слишком много сущностей из Викиданные. Количество загруженных сущностей: 500/500. |
| 19  | Вишня              | деревня          | Получено слишком много сущностей из Викиданные. Количество загруженных сущностей: 500/500. |
| 20  | Волеги             | деревня          | Получено слишком много сущностей из Викиданные. Количество загруженных сущностей: 500/500. |
| 21  | Володино           | деревня          | Получено слишком много сущностей из Викиданные. Количество загруженных сущностей: 500/500. |
| 22  | Волчата            | деревня          | Получено слишком много сущностей из Викиданные. Количество загруженных сущностей: 500/500. |
| 23  | Воскресенск        | село             | Получено слишком много сущностей из Викиданные. Количество загруженных сущностей: 500/500. |
| 24  | Гаврята            | деревня          | Получено слишком много сущностей из Викиданные. Количество загруженных сущностей: 500/500. |
| 25  | Грудная            | деревня          | Получено слишком много сущностей из Викиданные. Количество загруженных сущностей: 500/500. |
| 26  | Гудыри             | деревня          | Получено слишком много сущностей из Викиданные. Количество загруженных сущностей: 500/500. |
| 27  | Гурино             | деревня          | Получено слишком много сущностей из Викиданные. Количество загруженных сущностей: 500/500. |
| 28  | Денисята           | деревня          | Получено слишком много сущностей из Викиданные. Количество загруженных сущностей: 500/500. |
| 29  | Детлята            | деревня          | Получено слишком много сущностей из Викиданные. Количество загруженных сущностей: 500/500. |
| 30  | Доронево           | деревня          | Получено слишком много сущностей из Викиданные. Количество загруженных сущностей: 500/500. |
| 31  | Дубренята          | деревня          | Получено слишком много сущностей из Викиданные. Количество загруженных сущностей: 500/500. |
| 32  | Дубровята          | деревня          | Получено слишком много сущностей из Викиданные. Количество загруженных сущностей: 500/500. |
| 33  | Егоршата           | деревня          | Получено слишком много сущностей из Викиданные. Количество загруженных сущностей: 500/500. |
| 34  | Елино              | деревня          | Получено слишком много сущностей из Викиданные. Количество загруженных сущностей: 500/500. |
| 35  | Ермаки             | деревня          | Получено слишком много сущностей из Викиданные. Количество загруженных сущностей: 500/500. |
| 36  | Ерушниково         | деревня          | Получено слишком много сущностей из Викиданные. Количество загруженных сущностей: 500/500. |
| 37  | Ершовка            | деревня          | Получено слишком много сущностей из Викиданные. Количество загруженных сущностей: 500/500. |
| 38  | Ефремята           | деревня          | Получено слишком много сущностей из Викиданные. Количество загруженных сущностей: 500/500. |
| 39  | Жданово            | деревня          | Получено слишком много сущностей из Викиданные. Количество загруженных сущностей: 500/500. |
| 40  | Заболотная         | деревня          | Получено слишком много сущностей из Викиданные. Количество загруженных сущностей: 500/500. |
| 41  | Запольская         | деревня          | Получено слишком много сущностей из Викиданные. Количество загруженных сущностей: 500/500. |
| 42  | Зотичи             | деревня          | Получено слишком много сущностей из Викиданные. Количество загруженных сущностей: 500/500. |
| 43  | Зюкай              | село             | Получено слишком много сущностей из Викиданные. Количество загруженных сущностей: 500/500. |
| 44  | Иваньково          | деревня          | Получено слишком много сущностей из Викиданные. Количество загруженных сущностей: 500/500. |
| 45  | Ивашково           | деревня          | Получено слишком много сущностей из Викиданные. Количество загруженных сущностей: 500/500. |
| 46  | Ионино             | деревня          | Получено слишком много сущностей из Викиданные. Количество загруженных сущностей: 500/500. |
| 47  | Кадилово           | деревня          | Получено слишком много сущностей из Викиданные. Количество загруженных сущностей: 500/500. |
| 48  | Кайгородово        | деревня          | Получено слишком много сущностей из Викиданные. Количество загруженных сущностей: 500/500. |
| 49  | Кайгородово        | деревня          | Получено слишком много сущностей из Викиданные. Количество загруженных сущностей: 500/500. |
| 50  | Канюсята           | деревня          | Получено слишком много сущностей из Викиданные. Количество загруженных сущностей: 500/500. |
| 51  | Карагай            | село             | Получено слишком много сущностей из Викиданные. Количество загруженных сущностей: 500/500. |
| 52  | Карпики            | деревня          | Получено слишком много сущностей из Викиданные. Количество загруженных сущностей: 500/500. |
| 53  | Карповка           | деревня          | Получено слишком много сущностей из Викиданные. Количество загруженных сущностей: 500/500. |
| 54  | Квашнята           | деревня          | Получено слишком много сущностей из Викиданные. Количество загруженных сущностей: 500/500. |
| 55  | Кильяново          | деревня          | Получено слишком много сущностей из Викиданные. Количество загруженных сущностей: 500/500. |
| 56  | Киршино            | деревня          | Получено слишком много сущностей из Викиданные. Количество загруженных сущностей: 500/500. |
| 57  | Киселево           | деревня          | Получено слишком много сущностей из Викиданные. Количество загруженных сущностей: 500/500. |
| 58  | Климята            | деревня          | Получено слишком много сущностей из Викиданные. Количество загруженных сущностей: 500/500. |
| 59  | Козьмодемьянск     | село             | Получено слишком много сущностей из Викиданные. Количество загруженных сущностей: 500/500. |
| 60  | Колганы            | деревня          | Получено слишком много сущностей из Викиданные. Количество загруженных сущностей: 500/500. |
| 61  | Колупаево          | деревня          | Получено слишком много сущностей из Викиданные. Количество загруженных сущностей: 500/500. |
| 62  | Колышкино          | деревня          | Получено слишком много сущностей из Викиданные. Количество загруженных сущностей: 500/500. |
| 63  | Коновалово         | деревня          | Получено слишком много сущностей из Викиданные. Количество загруженных сущностей: 500/500. |
| 64  | Кормино            | деревня          | Получено слишком много сущностей из Викиданные. Количество загруженных сущностей: 500/500. |
| 65  | Костьящер          | деревня          | Получено слишком много сущностей из Викиданные. Количество загруженных сущностей: 500/500. |
| 66  | Котельники         | деревня          | Получено слишком много сущностей из Викиданные. Количество загруженных сущностей: 500/500. |
| 67  | Кочнево            | деревня          | Получено слишком много сущностей из Викиданные. Количество загруженных сущностей: 500/500. |
| 68  | Кузем              | деревня          | Получено слишком много сущностей из Викиданные. Количество загруженных сущностей: 500/500. |
| 69  | Кузьмино           | деревня          | Получено слишком много сущностей из Викиданные. Количество загруженных сущностей: 500/500. |
| 70  | Лазарята           | деревня          | Получено слишком много сущностей из Викиданные. Количество загруженных сущностей: 500/500. |
| 71  | Ларино             | деревня          | Получено слишком много сущностей из Викиданные. Количество загруженных сущностей: 500/500. |
| 72  | Левино             | деревня          | Получено слишком много сущностей из Викиданные. Количество загруженных сущностей: 500/500. |
| 73  | Левково            | деревня          | Получено слишком много сущностей из Викиданные. Количество загруженных сущностей: 500/500. |
| 74  | Лысехино           | деревня          | Получено слишком много сущностей из Викиданные. Количество загруженных сущностей: 500/500. |
| 75  | Лямкино            | деревня          | Получено слишком много сущностей из Викиданные. Количество загруженных сущностей: 500/500. |
| 76  | Макарово           | деревня          | Получено слишком много сущностей из Викиданные. Количество загруженных сущностей: 500/500. |
| 77  | Макарово           | деревня          | Получено слишком много сущностей из Викиданные. Количество загруженных сущностей: 500/500. |
| 78  | Мальчиково         | деревня          | Получено слишком много сущностей из Викиданные. Количество загруженных сущностей: 500/500. |
| 79  | Марковина          | деревня          | Получено слишком много сущностей из Викиданные. Количество загруженных сущностей: 500/500. |
| 80  | Менделеево         | посёлок          | Получено слишком много сущностей из Викиданные. Количество загруженных сущностей: 500/500. |
| 81  | Микишево           | деревня          | Получено слишком много сущностей из Викиданные. Количество загруженных сущностей: 500/500. |
| 82  | Митронино          | деревня          | Получено слишком много сущностей из Викиданные. Количество загруженных сущностей: 500/500. |
| 83  | Мишино             | деревня          | Получено слишком много сущностей из Викиданные. Количество загруженных сущностей: 500/500. |
| 84  | Монастырек         | деревня          | Получено слишком много сущностей из Викиданные. Количество загруженных сущностей: 500/500. |
| 85  | Мухино             | деревня          | Получено слишком много сущностей из Викиданные. Количество загруженных сущностей: 500/500. |
| 86  | Нердва             | село             | Получено слишком много сущностей из Викиданные. Количество загруженных сущностей: 500/500. |
| 87  | Нефедово           | деревня          | Получено слишком много сущностей из Викиданные. Количество загруженных сущностей: 500/500. |
| 88  | Нижнее Поселье     | деревня          | Получено слишком много сущностей из Викиданные. Количество загруженных сущностей: 500/500. |
| 89  | Нижний Кущер       | деревня          | Получено слишком много сущностей из Викиданные. Количество загруженных сущностей: 500/500. |
| 90  | Никольское         | село             | Получено слишком много сущностей из Викиданные. Количество загруженных сущностей: 500/500. |
| 91  | Ния                | деревня          | Получено слишком много сущностей из Викиданные. Количество загруженных сущностей: 500/500. |
| 92  | Новоодинцово       | деревня          | Получено слишком много сущностей из Викиданные. Количество загруженных сущностей: 500/500. |
| 93  | Новоселово         | деревня          | Получено слишком много сущностей из Викиданные. Количество загруженных сущностей: 500/500. |
| 94  | Новый Посёлок      | деревня          | Получено слишком много сущностей из Викиданные. Количество загруженных сущностей: 500/500. |
| 95  | Обвинск            | село             | Получено слишком много сущностей из Викиданные. Количество загруженных сущностей: 500/500. |
| 96  | Одинцово           | деревня          | Получено слишком много сущностей из Викиданные. Количество загруженных сущностей: 500/500. |
| 97  | Омеличи            | деревня          | Получено слишком много сущностей из Викиданные. Количество загруженных сущностей: 500/500. |
| 98  | Опалена            | деревня          | Получено слишком много сущностей из Викиданные. Количество загруженных сущностей: 500/500. |
| 99  | Оськино            | деревня          | Получено слишком много сущностей из Викиданные. Количество загруженных сущностей: 500/500. |
| 100 | Ошмаш              | деревня          | Получено слишком много сущностей из Викиданные. Количество загруженных сущностей: 500/500. |
| 101 | Паздникова         | село             | Получено слишком много сущностей из Викиданные. Количество загруженных сущностей: 500/500. |
| 102 | Парашино           | деревня          | Получено слишком много сущностей из Викиданные. Количество загруженных сущностей: 500/500. |
| 103 | Пасино             | деревня          | Получено слишком много сущностей из Викиданные. Количество загруженных сущностей: 500/500. |
| 104 | Патрушево          | деревня          | Получено слишком много сущностей из Викиданные. Количество загруженных сущностей: 500/500. |
| 105 | Пашково            | деревня          | Получено слишком много сущностей из Викиданные. Количество загруженных сущностей: 500/500. |
| 106 | Пашково            | деревня          | Получено слишком много сущностей из Викиданные. Количество загруженных сущностей: 500/500. |
| 107 | Перы               | деревня          | Получено слишком много сущностей из Викиданные. Количество загруженных сущностей: 500/500. |
| 108 | Петрушата          | деревня          | Получено слишком много сущностей из Викиданные. Количество загруженных сущностей: 500/500. |
| 109 | Петрята            | деревня          | Получено слишком много сущностей из Викиданные. Количество загруженных сущностей: 500/500. |
| 110 | Петухи             | деревня          | Получено слишком много сущностей из Викиданные. Количество загруженных сущностей: 500/500. |
| 111 | Пирогово           | деревня          | Получено слишком много сущностей из Викиданные. Количество загруженных сущностей: 500/500. |
| 112 | Площадка 1358-й км | населённый пункт | Получено слишком много сущностей из Викиданные. Количество загруженных сущностей: 500/500. |
| 113 | Подюково           | деревня          | Получено слишком много сущностей из Викиданные. Количество загруженных сущностей: 500/500. |
| 114 | Полюдово           | деревня          | Получено слишком много сущностей из Викиданные. Количество загруженных сущностей: 500/500. |
| 115 | Посердцы           | деревня          | Получено слишком много сущностей из Викиданные. Количество загруженных сущностей: 500/500. |
| 116 | Прокино            | деревня          | Получено слишком много сущностей из Викиданные. Количество загруженных сущностей: 500/500. |
| 117 | Пролетарский       | посёлок          | Получено слишком много сущностей из Викиданные. Количество загруженных сущностей: 500/500. |
| 118 | Пусторамино        | деревня          | Получено слишком много сущностей из Викиданные. Количество загруженных сущностей: 500/500. |
| 119 | Пушкарня           | деревня          | Получено слишком много сущностей из Викиданные. Количество загруженных сущностей: 500/500. |
| 120 | Пыжьянка           | деревня          | Получено слишком много сущностей из Викиданные. Количество загруженных сущностей: 500/500. |
| 121 | Рачево             | деревня          | Получено слишком много сущностей из Викиданные. Количество загруженных сущностей: 500/500. |
| 122 | Рождественск       | село             | Получено слишком много сущностей из Викиданные. Количество загруженных сущностей: 500/500. |
| 123 | Русскино           | деревня          | Получено слишком много сущностей из Викиданные. Количество загруженных сущностей: 500/500. |
| 124 | Рязаново           | деревня          | Получено слишком много сущностей из Викиданные. Количество загруженных сущностей: 500/500. |
| 125 | Савино             | деревня          | Получено слишком много сущностей из Викиданные. Количество загруженных сущностей: 500/500. |
| 126 | Савино             | деревня          | Получено слишком много сущностей из Викиданные. Количество загруженных сущностей: 500/500. |
| 127 | Самунята           | деревня          | Получено слишком много сущностей из Викиданные. Количество загруженных сущностей: 500/500. |
| 128 | Санниково          | деревня          | Получено слишком много сущностей из Викиданные. Количество загруженных сущностей: 500/500. |
| 129 | Сенево             | деревня          | Получено слишком много сущностей из Викиданные. Количество загруженных сущностей: 500/500. |
| 130 | Сергино            | деревня          | Получено слишком много сущностей из Викиданные. Количество загруженных сущностей: 500/500. |
| 131 | Сивково            | деревня          | Получено слишком много сущностей из Викиданные. Количество загруженных сущностей: 500/500. |
| 132 | Сидорово           | деревня          | Получено слишком много сущностей из Викиданные. Количество загруженных сущностей: 500/500. |
| 133 | Силкино            | деревня          | Получено слишком много сущностей из Викиданные. Количество загруженных сущностей: 500/500. |
| 134 | Сильново           | деревня          | Получено слишком много сущностей из Викиданные. Количество загруженных сущностей: 500/500. |
| 135 | Симаково           | деревня          | Получено слишком много сущностей из Викиданные. Количество загруженных сущностей: 500/500. |
| 136 | Сопино             | деревня          | Получено слишком много сущностей из Викиданные. Количество загруженных сущностей: 500/500. |
| 137 | Сосновка           | деревня          | Получено слишком много сущностей из Викиданные. Количество загруженных сущностей: 500/500. |
| 138 | Сосуново           | деревня          | Получено слишком много сущностей из Викиданные. Количество загруженных сущностей: 500/500. |
| 139 | Старая Пашня       | деревня          | Получено слишком много сущностей из Викиданные. Количество загруженных сущностей: 500/500. |
| 140 | Старый Посад       | деревня          | Получено слишком много сущностей из Викиданные. Количество загруженных сущностей: 500/500. |
| 141 | Сюзьвяки           | деревня          | Получено слишком много сущностей из Викиданные. Количество загруженных сущностей: 500/500. |
| 142 | Тарасово           | деревня          | Получено слишком много сущностей из Викиданные. Количество загруженных сущностей: 500/500. |
| 143 | Терехино           | деревня          | Получено слишком много сущностей из Викиданные. Количество загруженных сущностей: 500/500. |
| 144 | Терешата           | деревня          | Получено слишком много сущностей из Викиданные. Количество загруженных сущностей: 500/500. |
| 145 | Тесникова          | деревня          | Получено слишком много сущностей из Викиданные. Количество загруженных сущностей: 500/500. |
| 146 | Тобольская         | деревня          | Получено слишком много сущностей из Викиданные. Количество загруженных сущностей: 500/500. |
| 147 | Трутнята           | деревня          | Получено слишком много сущностей из Викиданные. Количество загруженных сущностей: 500/500. |
| 148 | Турпаново          | деревня          | Получено слишком много сущностей из Викиданные. Количество загруженных сущностей: 500/500. |
| 149 | Тухта              | деревня          | Получено слишком много сущностей из Викиданные. Количество загруженных сущностей: 500/500. |
| 150 | Тюхтино            | деревня          | Получено слишком много сущностей из Викиданные. Количество загруженных сущностей: 500/500. |
| 151 | Узлос              | посёлок          | Получено слишком много сущностей из Викиданные. Количество загруженных сущностей: 500/500. |
| 152 | Усть-Лысьва        | деревня          | Получено слишком много сущностей из Викиданные. Количество загруженных сущностей: 500/500. |
| 153 | Усть-Нердва        | деревня          | Получено слишком много сущностей из Викиданные. Количество загруженных сущностей: 500/500. |
| 154 | Фарино             | деревня          | Получено слишком много сущностей из Викиданные. Количество загруженных сущностей: 500/500. |
| 155 | Филина             | деревня          | Получено слишком много сущностей из Викиданные. Количество загруженных сущностей: 500/500. |
| 156 | Фролово            | деревня          | Получено слишком много сущностей из Викиданные. Количество загруженных сущностей: 500/500. |
| 157 | Харичи             | деревня          | Получено слишком много сущностей из Викиданные. Количество загруженных сущностей: 500/500. |
| 158 | Ценята             | деревня          | Получено слишком много сущностей из Викиданные. Количество загруженных сущностей: 500/500. |
| 159 | Цивино             | деревня          | Получено слишком много сущностей из Викиданные. Количество загруженных сущностей: 500/500. |
| 160 | Чайпыж             | деревня          | Получено слишком много сущностей из Викиданные. Количество загруженных сущностей: 500/500. |
| 161 | Чаловка            | деревня          | Получено слишком много сущностей из Викиданные. Количество загруженных сущностей: 500/500. |
| 162 | Челва              | деревня          | Получено слишком много сущностей из Викиданные. Количество загруженных сущностей: 500/500. |
| 163 | Черепаново         | деревня          | Получено слишком много сущностей из Викиданные. Количество загруженных сущностей: 500/500. |
| 164 | Чёрная             | деревня          | Получено слишком много сущностей из Викиданные. Количество загруженных сущностей: 500/500. |
| 165 | Шавшуки            | деревня          | Получено слишком много сущностей из Викиданные. Количество загруженных сущностей: 500/500. |
| 166 | Шалимята           | деревня          | Получено слишком много сущностей из Викиданные. Количество загруженных сущностей: 500/500. |
| 167 | Шандыши            | деревня          | Получено слишком много сущностей из Викиданные. Количество загруженных сущностей: 500/500. |
| 168 | Шаруново           | деревня          | Получено слишком много сущностей из Викиданные. Количество загруженных сущностей: 500/500. |
| 169 | Шумиха             | посёлок          | Получено слишком много сущностей из Викиданные. Количество загруженных сущностей: 500/500. |
| 170 | Щелунцово          | деревня          | Получено слишком много сущностей из Викиданные. Количество загруженных сущностей: 500/500. |
| 171 | Юрич               | село             | Получено слишком много сущностей из Викиданные. Количество загруженных сущностей: 500/500. |
| 172 | Якшино             | деревня          | Получено слишком много сущностей из Викиданные. Количество загруженных сущностей: 500/500. |
| 173 | Ярино              | деревня          | Получено слишком много сущностей из Викиданные. Количество загруженных сущностей: 500/500. |

### Кишертский (Кишертский муниципальный округ)
| №  | Населённый пункт  | Тип              | Население                                                                                  |
| -- | ----------------- | ---------------- | ------------------------------------------------------------------------------------------ |
| 1  | Андреево          | село             | Получено слишком много сущностей из Викиданные. Количество загруженных сущностей: 500/500. |
| 2  | Боровчата         | деревня          | Получено слишком много сущностей из Викиданные. Количество загруженных сущностей: 500/500. |
| 3  | Бражата           | деревня          | Получено слишком много сущностей из Викиданные. Количество загруженных сущностей: 500/500. |
| 4  | Бурылово          | деревня          | Получено слишком много сущностей из Викиданные. Количество загруженных сущностей: 500/500. |
| 5  | Бырма             | деревня          | Получено слишком много сущностей из Викиданные. Количество загруженных сущностей: 500/500. |
| 6  | Верхняя Меча      | деревня          | Получено слишком много сущностей из Викиданные. Количество загруженных сущностей: 500/500. |
| 7  | Верхняя Опалиха   | деревня          | Получено слишком много сущностей из Викиданные. Количество загруженных сущностей: 500/500. |
| 8  | Верхняя Солянка   | деревня          | Получено слишком много сущностей из Викиданные. Количество загруженных сущностей: 500/500. |
| 9  | Волково           | деревня          | Получено слишком много сущностей из Викиданные. Количество загруженных сущностей: 500/500. |
| 10 | Гари              | деревня          | Получено слишком много сущностей из Викиданные. Количество загруженных сущностей: 500/500. |
| 11 | Гарино            | деревня          | Получено слишком много сущностей из Викиданные. Количество загруженных сущностей: 500/500. |
| 12 | Гарюшки           | деревня          | Получено слишком много сущностей из Викиданные. Количество загруженных сущностей: 500/500. |
| 13 | Глинки            | деревня          | Получено слишком много сущностей из Викиданные. Количество загруженных сущностей: 500/500. |
| 14 | Грамолята         | деревня          | Получено слишком много сущностей из Викиданные. Количество загруженных сущностей: 500/500. |
| 15 | Грибушино         | деревня          | Получено слишком много сущностей из Викиданные. Количество загруженных сущностей: 500/500. |
| 16 | Гусельниково      | деревня          | Получено слишком много сущностей из Викиданные. Количество загруженных сущностей: 500/500. |
| 17 | Дунино            | деревня          | Получено слишком много сущностей из Викиданные. Количество загруженных сущностей: 500/500. |
| 18 | Евдокино          | деревня          | Получено слишком много сущностей из Викиданные. Количество загруженных сущностей: 500/500. |
| 19 | Ефтята            | деревня          | Получено слишком много сущностей из Викиданные. Количество загруженных сущностей: 500/500. |
| 20 | Женево            | деревня          | Получено слишком много сущностей из Викиданные. Количество загруженных сущностей: 500/500. |
| 21 | Заборье           | деревня          | Получено слишком много сущностей из Викиданные. Количество загруженных сущностей: 500/500. |
| 22 | Занино            | деревня          | Получено слишком много сущностей из Викиданные. Количество загруженных сущностей: 500/500. |
| 23 | Заполено          | деревня          | Получено слишком много сущностей из Викиданные. Количество загруженных сущностей: 500/500. |
| 24 | Ильята            | деревня          | Получено слишком много сущностей из Викиданные. Количество загруженных сущностей: 500/500. |
| 25 | Каракосово        | деревня          | Получено слишком много сущностей из Викиданные. Количество загруженных сущностей: 500/500. |
| 26 | Киселёво          | деревня          | Получено слишком много сущностей из Викиданные. Количество загруженных сущностей: 500/500. |
| 27 | Ковали            | деревня          | Получено слишком много сущностей из Викиданные. Количество загруженных сущностей: 500/500. |
| 28 | Кордон            | посёлок          | Получено слишком много сущностей из Викиданные. Количество загруженных сущностей: 500/500. |
| 29 | Корсаки           | деревня          | Получено слишком много сущностей из Викиданные. Количество загруженных сущностей: 500/500. |
| 30 | Кошелево          | деревня          | Получено слишком много сущностей из Викиданные. Количество загруженных сущностей: 500/500. |
| 31 | Красный Яр        | деревня          | Получено слишком много сущностей из Викиданные. Количество загруженных сущностей: 500/500. |
| 32 | Красный Яр        | дом отдыха (нп)  | Получено слишком много сущностей из Викиданные. Количество загруженных сущностей: 500/500. |
| 33 | Куделькино        | деревня          | Получено слишком много сущностей из Викиданные. Количество загруженных сущностей: 500/500. |
| 34 | Лазарята          | деревня          | Получено слишком много сущностей из Викиданные. Количество загруженных сущностей: 500/500. |
| 35 | Лебедята          | деревня          | Получено слишком много сущностей из Викиданные. Количество загруженных сущностей: 500/500. |
| 36 | Лёк               | деревня          | Получено слишком много сущностей из Викиданные. Количество загруженных сущностей: 500/500. |
| 37 | Лёк               | посёлок          | Получено слишком много сущностей из Викиданные. Количество загруженных сущностей: 500/500. |
| 38 | Лопаиха           | деревня          | Получено слишком много сущностей из Викиданные. Количество загруженных сущностей: 500/500. |
| 39 | Лягушино          | деревня          | Получено слишком много сущностей из Викиданные. Количество загруженных сущностей: 500/500. |
| 40 | Мазуевка          | деревня          | Получено слишком много сущностей из Викиданные. Количество загруженных сущностей: 500/500. |
| 41 | Макарята          | деревня          | Получено слишком много сущностей из Викиданные. Количество загруженных сущностей: 500/500. |
| 42 | Махали            | деревня          | Получено слишком много сущностей из Викиданные. Количество загруженных сущностей: 500/500. |
| 43 | Медведево         | село             | Получено слишком много сущностей из Викиданные. Количество загруженных сущностей: 500/500. |
| 44 | Меча              | село             | Получено слишком много сущностей из Викиданные. Количество загруженных сущностей: 500/500. |
| 45 | Мироново          | деревня          | Получено слишком много сущностей из Викиданные. Количество загруженных сущностей: 500/500. |
| 46 | Молёбка           | село             | Получено слишком много сущностей из Викиданные. Количество загруженных сущностей: 500/500. |
| 47 | Морозково         | деревня          | Получено слишком много сущностей из Викиданные. Количество загруженных сущностей: 500/500. |
| 48 | Нижняя Солянка    | деревня          | Получено слишком много сущностей из Викиданные. Количество загруженных сущностей: 500/500. |
| 49 | Низкое            | деревня          | Получено слишком много сущностей из Викиданные. Количество загруженных сущностей: 500/500. |
| 50 | Осинцево          | село             | Получено слишком много сущностей из Викиданные. Количество загруженных сущностей: 500/500. |
| 51 | Падуково          | деревня          | Получено слишком много сущностей из Викиданные. Количество загруженных сущностей: 500/500. |
| 52 | Паруново          | деревня          | Получено слишком много сущностей из Викиданные. Количество загруженных сущностей: 500/500. |
| 53 | Пашёво            | деревня          | Получено слишком много сущностей из Викиданные. Количество загруженных сущностей: 500/500. |
| 54 | Пеньки            | деревня          | Получено слишком много сущностей из Викиданные. Количество загруженных сущностей: 500/500. |
| 55 | Петрята           | деревня          | Получено слишком много сущностей из Викиданные. Количество загруженных сущностей: 500/500. |
| 56 | Подпавлиново      | деревня          | Получено слишком много сущностей из Викиданные. Количество загруженных сущностей: 500/500. |
| 57 | Полетаево         | деревня          | Получено слишком много сущностей из Викиданные. Количество загруженных сущностей: 500/500. |
| 58 | Полчино           | деревня          | Получено слишком много сущностей из Викиданные. Количество загруженных сущностей: 500/500. |
| 59 | Посад             | село             | Получено слишком много сущностей из Викиданные. Количество загруженных сущностей: 500/500. |
| 60 | Пятково           | деревня          | Получено слишком много сущностей из Викиданные. Количество загруженных сущностей: 500/500. |
| 61 | Пыжьяново         | деревня          | Получено слишком много сущностей из Викиданные. Количество загруженных сущностей: 500/500. |
| 62 | Рогозино          | деревня          | Получено слишком много сущностей из Викиданные. Количество загруженных сущностей: 500/500. |
| 63 | Савята            | деревня          | Получено слишком много сущностей из Викиданные. Количество загруженных сущностей: 500/500. |
| 64 | Саламатово        | деревня          | Получено слишком много сущностей из Викиданные. Количество загруженных сущностей: 500/500. |
| 65 | Седа              | село             | Получено слишком много сущностей из Викиданные. Количество загруженных сущностей: 500/500. |
| 66 | Сергино           | деревня          | Получено слишком много сущностей из Викиданные. Количество загруженных сущностей: 500/500. |
| 67 | Сидорята          | деревня          | Получено слишком много сущностей из Викиданные. Количество загруженных сущностей: 500/500. |
| 68 | Синюшата          | деревня          | Получено слишком много сущностей из Викиданные. Количество загруженных сущностей: 500/500. |
| 69 | Спасо-Барда       | село             | Получено слишком много сущностей из Викиданные. Количество загруженных сущностей: 500/500. |
| 70 | Стрелка           | деревня          | Получено слишком много сущностей из Викиданные. Количество загруженных сущностей: 500/500. |
| 71 | Сухой Лог         | деревня          | Получено слишком много сущностей из Викиданные. Количество загруженных сущностей: 500/500. |
| 72 | Тимино            | деревня          | Получено слишком много сущностей из Викиданные. Количество загруженных сущностей: 500/500. |
| 73 | Тюриково          | деревня          | Получено слишком много сущностей из Викиданные. Количество загруженных сущностей: 500/500. |
| 74 | Тюриково          | посёлок разъезда | Получено слишком много сущностей из Викиданные. Количество загруженных сущностей: 500/500. |
| 75 | Усть-Кишерть      | село             | Получено слишком много сущностей из Викиданные. Количество загруженных сущностей: 500/500. |
| 76 | Фомичи            | деревня          | Получено слишком много сущностей из Викиданные. Количество загруженных сущностей: 500/500. |
| 77 | Фофанята          | деревня          | Получено слишком много сущностей из Викиданные. Количество загруженных сущностей: 500/500. |
| 78 | Частые            | деревня          | Получено слишком много сущностей из Викиданные. Количество загруженных сущностей: 500/500. |
| 79 | Черноярская Одина | деревня          | Получено слишком много сущностей из Викиданные. Количество загруженных сущностей: 500/500. |
| 80 | Чёрный Яр         | село             | Получено слишком много сущностей из Викиданные. Количество загруженных сущностей: 500/500. |
| 81 | Чеченино          | деревня          | Получено слишком много сущностей из Викиданные. Количество загруженных сущностей: 500/500. |
| 82 | Чирки             | деревня          | Получено слишком много сущностей из Викиданные. Количество загруженных сущностей: 500/500. |
| 83 | Шамарята          | деревня          | Получено слишком много сущностей из Викиданные. Количество загруженных сущностей: 500/500. |
| 84 | Ширяево           | деревня          | Получено слишком много сущностей из Викиданные. Количество загруженных сущностей: 500/500. |
| 85 | Шумково           | деревня          | Получено слишком много сущностей из Викиданные. Количество загруженных сущностей: 500/500. |
| 86 | Шумково           | посёлок станции  | Получено слишком много сущностей из Викиданные. Количество загруженных сущностей: 500/500. |

### Красновишерский (Красновишерский городской округ)
| №  | Населённый пункт  | Тип     | Население                                                                                  |
| -- | ----------------- | ------- | ------------------------------------------------------------------------------------------ |
| 1  | Акчим             | деревня | Получено слишком много сущностей из Викиданные. Количество загруженных сущностей: 500/500. |
| 2  | Антипина          | деревня | Получено слишком много сущностей из Викиданные. Количество загруженных сущностей: 500/500. |
| 3  | Арефина           | деревня | Получено слишком много сущностей из Викиданные. Количество загруженных сущностей: 500/500. |
| 4  | Бахари            | деревня | Получено слишком много сущностей из Викиданные. Количество загруженных сущностей: 500/500. |
| 5  | Бахари            | посёлок | Получено слишком много сущностей из Викиданные. Количество загруженных сущностей: 500/500. |
| 6  | Березовая Старица | посёлок | Получено слишком много сущностей из Викиданные. Количество загруженных сущностей: 500/500. |
| 7  | Болото            | деревня | Получено слишком много сущностей из Викиданные. Количество загруженных сущностей: 500/500. |
| 8  | Булатово          | посёлок | Получено слишком много сущностей из Викиданные. Количество загруженных сущностей: 500/500. |
| 9  | Бычина            | деревня | Получено слишком много сущностей из Викиданные. Количество загруженных сущностей: 500/500. |
| 10 | Ванина            | деревня | Получено слишком много сущностей из Викиданные. Количество загруженных сущностей: 500/500. |
| 11 | Ванькова          | деревня | Получено слишком много сущностей из Викиданные. Количество загруженных сущностей: 500/500. |
| 12 | Вая               | посёлок | Получено слишком много сущностей из Викиданные. Количество загруженных сущностей: 500/500. |
| 13 | Велс              | посёлок | Получено слишком много сущностей из Викиданные. Количество загруженных сущностей: 500/500. |
| 14 | Верхнее Заполье   | деревня | Получено слишком много сущностей из Викиданные. Количество загруженных сущностей: 500/500. |
| 15 | Верх-Язьва        | село    | Получено слишком много сущностей из Викиданные. Количество загруженных сущностей: 500/500. |
| 16 | Вишерогорск       | посёлок | Получено слишком много сущностей из Викиданные. Количество загруженных сущностей: 500/500. |
| 17 | Волынка           | посёлок | Получено слишком много сущностей из Викиданные. Количество загруженных сущностей: 500/500. |
| 18 | Гришина           | деревня | Получено слишком много сущностей из Викиданные. Количество загруженных сущностей: 500/500. |
| 19 | Губдор            | село    | Получено слишком много сущностей из Викиданные. Количество загруженных сущностей: 500/500. |
| 20 | Данилов Луг       | посёлок | Получено слишком много сущностей из Викиданные. Количество загруженных сущностей: 500/500. |
| 21 | Егорова           | деревня | Получено слишком много сущностей из Викиданные. Количество загруженных сущностей: 500/500. |
| 22 | Заговоруха        | деревня | Получено слишком много сущностей из Викиданные. Количество загруженных сущностей: 500/500. |
| 23 | Золотанка         | посёлок | Получено слишком много сущностей из Викиданные. Количество загруженных сущностей: 500/500. |
| 24 | Ивачина           | деревня | Получено слишком много сущностей из Викиданные. Количество загруженных сущностей: 500/500. |
| 25 | Коновалова        | деревня | Получено слишком много сущностей из Викиданные. Количество загруженных сущностей: 500/500. |
| 26 | Котомыш           | посёлок | Получено слишком много сущностей из Викиданные. Количество загруженных сущностей: 500/500. |
| 27 | Красновишерск     | город   | Получено слишком много сущностей из Викиданные. Количество загруженных сущностей: 500/500. |
| 28 | Мутиха            | посёлок | Получено слишком много сущностей из Викиданные. Количество загруженных сущностей: 500/500. |
| 29 | Набережный        | посёлок | Получено слишком много сущностей из Викиданные. Количество загруженных сущностей: 500/500. |
| 30 | Нижнее Заполье    | деревня | Получено слишком много сущностей из Викиданные. Количество загруженных сущностей: 500/500. |
| 31 | Нижняя Бычина     | деревня | Получено слишком много сущностей из Викиданные. Количество загруженных сущностей: 500/500. |
| 32 | Нижняя Язьва      | деревня | Получено слишком много сущностей из Викиданные. Количество загруженных сущностей: 500/500. |
| 33 | Оралово           | деревня | Получено слишком много сущностей из Викиданные. Количество загруженных сущностей: 500/500. |
| 34 | Паршакова         | деревня | Получено слишком много сущностей из Викиданные. Количество загруженных сущностей: 500/500. |
| 35 | Ратегова          | деревня | Получено слишком много сущностей из Викиданные. Количество загруженных сущностей: 500/500. |
| 36 | Романиха          | посёлок | Получено слишком много сущностей из Викиданные. Количество загруженных сущностей: 500/500. |
| 37 | Северный Колчим   | посёлок | Получено слишком много сущностей из Викиданные. Количество загруженных сущностей: 500/500. |
| 38 | Симанова          | деревня | Получено слишком много сущностей из Викиданные. Количество загруженных сущностей: 500/500. |
| 39 | Сторожевая        | посёлок | Получено слишком много сущностей из Викиданные. Количество загруженных сущностей: 500/500. |
| 40 | Сыпучи            | посёлок | Получено слишком много сущностей из Викиданные. Количество загруженных сущностей: 500/500. |
| 41 | Сысоева           | деревня | Получено слишком много сущностей из Викиданные. Количество загруженных сущностей: 500/500. |
| 42 | Талавол           | деревня | Получено слишком много сущностей из Викиданные. Количество загруженных сущностей: 500/500. |
| 43 | Усть-Язьва        | посёлок | Получено слишком много сущностей из Викиданные. Количество загруженных сущностей: 500/500. |
| 44 | Федорцова         | деревня | Получено слишком много сущностей из Викиданные. Количество загруженных сущностей: 500/500. |
| 45 | Цепёл             | посёлок | Получено слишком много сущностей из Викиданные. Количество загруженных сущностей: 500/500. |
| 46 | Яборова           | деревня | Получено слишком много сущностей из Викиданные. Количество загруженных сущностей: 500/500. |

### Куединский (Куединский муниципальный округ)
| №  | Населённый пункт                       | Тип              | Население                                                                                  |
| -- | -------------------------------------- | ---------------- | ------------------------------------------------------------------------------------------ |
| 1  | Альняш                                 | деревня          | Получено слишком много сущностей из Викиданные. Количество загруженных сущностей: 500/500. |
| 2  | Арей                                   | деревня          | Получено слишком много сущностей из Викиданные. Количество загруженных сущностей: 500/500. |
| 3  | Аряж                                   | село             | Получено слишком много сущностей из Викиданные. Количество загруженных сущностей: 500/500. |
| 4  | Бадашка                                | деревня          | Получено слишком много сущностей из Викиданные. Количество загруженных сущностей: 500/500. |
| 5  | Барабан                                | деревня          | Получено слишком много сущностей из Викиданные. Количество загруженных сущностей: 500/500. |
| 6  | Батманы                                | деревня          | Получено слишком много сущностей из Викиданные. Количество загруженных сущностей: 500/500. |
| 7  | Бикбарда                               | село             | Получено слишком много сущностей из Викиданные. Количество загруженных сущностей: 500/500. |
| 8  | Большая Уса                            | село             | Получено слишком много сущностей из Викиданные. Количество загруженных сущностей: 500/500. |
| 9  | Большие Кусты                          | село             | Получено слишком много сущностей из Викиданные. Количество загруженных сущностей: 500/500. |
| 10 | Большой Гондыр                         | село             | Получено слишком много сущностей из Викиданные. Количество загруженных сущностей: 500/500. |
| 11 | Большой Дубовик                        | деревня          | Получено слишком много сущностей из Викиданные. Количество загруженных сущностей: 500/500. |
| 12 | Большой Каскасал                       | деревня          | Получено слишком много сущностей из Викиданные. Количество загруженных сущностей: 500/500. |
| 13 | Большой Талмаз                         | село             | Получено слишком много сущностей из Викиданные. Количество загруженных сущностей: 500/500. |
| 14 | Верх-Буй                               | деревня          | Получено слишком много сущностей из Викиданные. Количество загруженных сущностей: 500/500. |
| 15 | Верх-Гондыр                            | деревня          | Получено слишком много сущностей из Викиданные. Количество загруженных сущностей: 500/500. |
| 16 | Верхний Иргиш                          | деревня          | Получено слишком много сущностей из Викиданные. Количество загруженных сущностей: 500/500. |
| 17 | Верхний Тымбай                         | деревня          | Получено слишком много сущностей из Викиданные. Количество загруженных сущностей: 500/500. |
| 18 | Верхняя Ошья                           | деревня          | Получено слишком много сущностей из Викиданные. Количество загруженных сущностей: 500/500. |
| 19 | Верхняя Сава                           | село             | Получено слишком много сущностей из Викиданные. Количество загруженных сущностей: 500/500. |
| 20 | Верх-Уса                               | деревня          | Получено слишком много сущностей из Викиданные. Количество загруженных сущностей: 500/500. |
| 21 | Верх-Шагирт                            | деревня          | Получено слишком много сущностей из Викиданные. Количество загруженных сущностей: 500/500. |
| 22 | Вильгурт                               | деревня          | Получено слишком много сущностей из Викиданные. Количество загруженных сущностей: 500/500. |
| 23 | Гарюшка                                | деревня          | Получено слишком много сущностей из Викиданные. Количество загруженных сущностей: 500/500. |
| 24 | Гожан                                  | деревня          | Получено слишком много сущностей из Викиданные. Количество загруженных сущностей: 500/500. |
| 25 | Губаны                                 | деревня          | Получено слишком много сущностей из Викиданные. Количество загруженных сущностей: 500/500. |
| 26 | Дойная                                 | деревня          | Получено слишком много сущностей из Викиданные. Количество загруженных сущностей: 500/500. |
| 27 | Дубленевка                             | деревня          | Получено слишком много сущностей из Викиданные. Количество загруженных сущностей: 500/500. |
| 28 | Дубовая Гора                           | деревня          | Получено слишком много сущностей из Викиданные. Количество загруженных сущностей: 500/500. |
| 29 | Еламбуй Первый                         | деревня          | Получено слишком много сущностей из Викиданные. Количество загруженных сущностей: 500/500. |
| 30 | Земплягаш                              | село             | Получено слишком много сущностей из Викиданные. Количество загруженных сущностей: 500/500. |
| 31 | Змеевка                                | деревня          | Получено слишком много сущностей из Викиданные. Количество загруженных сущностей: 500/500. |
| 32 | Искильда                               | деревня          | Получено слишком много сущностей из Викиданные. Количество загруженных сущностей: 500/500. |
| 33 | Казарма 1246 км                        | населённый пункт | Получено слишком много сущностей из Викиданные. Количество загруженных сущностей: 500/500. |
| 34 | Казарма 1281 км                        | населённый пункт | Получено слишком много сущностей из Викиданные. Количество загруженных сущностей: 500/500. |
| 35 | Калмияры                               | деревня          | Получено слишком много сущностей из Викиданные. Количество загруженных сущностей: 500/500. |
| 36 | Кашка                                  | деревня          | Получено слишком много сущностей из Викиданные. Количество загруженных сущностей: 500/500. |
| 37 | Кипчак                                 | деревня          | Получено слишком много сущностей из Викиданные. Количество загруженных сущностей: 500/500. |
| 38 | Кирга                                  | деревня          | Получено слишком много сущностей из Викиданные. Количество загруженных сущностей: 500/500. |
| 39 | Китрюм                                 | деревня          | Получено слишком много сущностей из Викиданные. Количество загруженных сущностей: 500/500. |
| 40 | Ключики                                | деревня          | Получено слишком много сущностей из Викиданные. Количество загруженных сущностей: 500/500. |
| 41 | Колегово                               | деревня          | Получено слишком много сущностей из Викиданные. Количество загруженных сущностей: 500/500. |
| 42 | Коровино                               | деревня          | Получено слишком много сущностей из Викиданные. Количество загруженных сущностей: 500/500. |
| 43 | Краснояр                               | село             | Получено слишком много сущностей из Викиданные. Количество загруженных сущностей: 500/500. |
| 44 | Куеда                                  | деревня          | Получено слишком много сущностей из Викиданные. Количество загруженных сущностей: 500/500. |
| 45 | Куеда                                  | посёлок          | Получено слишком много сущностей из Викиданные. Количество загруженных сущностей: 500/500. |
| 46 | Лайга                                  | деревня          | Получено слишком много сущностей из Викиданные. Количество загруженных сущностей: 500/500. |
| 47 | Малая Тапья                            | деревня          | Получено слишком много сущностей из Викиданные. Количество загруженных сущностей: 500/500. |
| 48 | Малые Кусты                            | деревня          | Получено слишком много сущностей из Викиданные. Количество загруженных сущностей: 500/500. |
| 49 | Малый Дубовик                          | деревня          | Получено слишком много сущностей из Викиданные. Количество загруженных сущностей: 500/500. |
| 50 | Малый Талмаз                           | деревня          | Получено слишком много сущностей из Викиданные. Количество загруженных сущностей: 500/500. |
| 51 | Маныш                                  | деревня          | Получено слишком много сущностей из Викиданные. Количество загруженных сущностей: 500/500. |
| 52 | Маркидоновка                           | деревня          | Получено слишком много сущностей из Викиданные. Количество загруженных сущностей: 500/500. |
| 53 | Москудья                               | деревня          | Получено слишком много сущностей из Викиданные. Количество загруженных сущностей: 500/500. |
| 54 | Нижний Тымбай                          | деревня          | Получено слишком много сущностей из Викиданные. Количество загруженных сущностей: 500/500. |
| 55 | Нижняя Сава                            | деревня          | Получено слишком много сущностей из Викиданные. Количество загруженных сущностей: 500/500. |
| 56 | Никольское Раздолье                    | деревня          | Получено слишком много сущностей из Викиданные. Количество загруженных сущностей: 500/500. |
| 57 | Новонатальино                          | деревня          | Получено слишком много сущностей из Викиданные. Количество загруженных сущностей: 500/500. |
| 58 | Новый Шагирт                           | деревня          | Получено слишком много сущностей из Викиданные. Количество загруженных сущностей: 500/500. |
| 59 | Окулов                                 | починок          | Получено слишком много сущностей из Викиданные. Количество загруженных сущностей: 500/500. |
| 60 | Ошья                                   | село             | Получено слишком много сущностей из Викиданные. Количество загруженных сущностей: 500/500. |
| 61 | Пантелеевка                            | село             | Получено слишком много сущностей из Викиданные. Количество загруженных сущностей: 500/500. |
| 62 | Пильва                                 | деревня          | Получено слишком много сущностей из Викиданные. Количество загруженных сущностей: 500/500. |
| 63 | Потураевка                             | деревня          | Получено слишком много сущностей из Викиданные. Количество загруженных сущностей: 500/500. |
| 64 | Рабак                                  | посёлок станции  | Получено слишком много сущностей из Викиданные. Количество загруженных сущностей: 500/500. |
| 65 | Русские Чикаши                         | село             | Получено слишком много сущностей из Викиданные. Количество загруженных сущностей: 500/500. |
| 66 | Солодовка                              | деревня          | Получено слишком много сущностей из Викиданные. Количество загруженных сущностей: 500/500. |
| 67 | Союз                                   | деревня          | Получено слишком много сущностей из Викиданные. Количество загруженных сущностей: 500/500. |
| 68 | Старый Шагирт                          | село             | Получено слишком много сущностей из Викиданные. Количество загруженных сущностей: 500/500. |
| 69 | Степановка                             | деревня          | Получено слишком много сущностей из Викиданные. Количество загруженных сущностей: 500/500. |
| 70 | Степановка                             | деревня          | Получено слишком много сущностей из Викиданные. Количество загруженных сущностей: 500/500. |
| 71 | Тапья                                  | деревня          | Получено слишком много сущностей из Викиданные. Количество загруженных сущностей: 500/500. |
| 72 | Татаро-Чикаши                          | деревня          | Получено слишком много сущностей из Викиданные. Количество загруженных сущностей: 500/500. |
| 73 | Трегубовка                             | деревня          | Получено слишком много сущностей из Викиданные. Количество загруженных сущностей: 500/500. |
| 74 | Тукаш                                  | деревня          | Получено слишком много сущностей из Викиданные. Количество загруженных сущностей: 500/500. |
| 75 | Удмурт-Шагирт                          | деревня          | Получено слишком много сущностей из Викиданные. Количество загруженных сущностей: 500/500. |
| 76 | Узяр                                   | деревня          | Получено слишком много сущностей из Викиданные. Количество загруженных сущностей: 500/500. |
| 77 | Урада                                  | деревня          | Получено слишком много сущностей из Викиданные. Количество загруженных сущностей: 500/500. |
| 78 | Урталга                                | село             | Получено слишком много сущностей из Викиданные. Количество загруженных сущностей: 500/500. |
| 79 | Участок 3-го Госконезавода             | деревня          | Получено слишком много сущностей из Викиданные. Количество загруженных сущностей: 500/500. |
| 80 | Фёдоровск                              | село             | Получено слишком много сущностей из Викиданные. Количество загруженных сущностей: 500/500. |
| 81 | Центральная Усадьба 3-го Госконезавода | село             | Получено слишком много сущностей из Викиданные. Количество загруженных сущностей: 500/500. |

### Кунгурский
Совместно с городом Кунгуром на уровне муниципального устройства образует Кунгурский муниципальный округ.
| №   | Населённый пункт     | Тип                | Население                                                                                  |
| --- | -------------------- | ------------------ | ------------------------------------------------------------------------------------------ |
| 1   | Андреевка            | деревня            | Получено слишком много сущностей из Викиданные. Количество загруженных сущностей: 500/500. |
| 2   | Андроново            | деревня            | Получено слишком много сущностей из Викиданные. Количество загруженных сущностей: 500/500. |
| 3   | Бабина Гора          | посёлок            | Получено слишком много сущностей из Викиданные. Количество загруженных сущностей: 500/500. |
| 4   | Баженово             | деревня            | Получено слишком много сущностей из Викиданные. Количество загруженных сущностей: 500/500. |
| 5   | Бажуки               | деревня            | Получено слишком много сущностей из Викиданные. Количество загруженных сущностей: 500/500. |
| 6   | Балалы               | деревня            | Получено слишком много сущностей из Викиданные. Количество загруженных сущностей: 500/500. |
| 7   | Банниково            | деревня            | Получено слишком много сущностей из Викиданные. Количество загруженных сущностей: 500/500. |
| 8   | Барановка            | деревня            | Получено слишком много сущностей из Викиданные. Количество загруженных сущностей: 500/500. |
| 9   | Барбаутово           | деревня            | Получено слишком много сущностей из Викиданные. Количество загруженных сущностей: 500/500. |
| 10  | Баташи               | деревня            | Получено слишком много сущностей из Викиданные. Количество загруженных сущностей: 500/500. |
| 11  | Белая Гора           | деревня            | Получено слишком много сущностей из Викиданные. Количество загруженных сущностей: 500/500. |
| 12  | Березово             | деревня            | Получено слишком много сущностей из Викиданные. Количество загруженных сущностей: 500/500. |
| 13  | Берёзовка            | деревня            | Получено слишком много сущностей из Викиданные. Количество загруженных сущностей: 500/500. |
| 14  | Берёзовка            | деревня            | Получено слишком много сущностей из Викиданные. Количество загруженных сущностей: 500/500. |
| 15  | Беркутово            | деревня            | Получено слишком много сущностей из Викиданные. Количество загруженных сущностей: 500/500. |
| 16  | Блиново              | деревня            | Получено слишком много сущностей из Викиданные. Количество загруженных сущностей: 500/500. |
| 17  | Блины                | деревня            | Получено слишком много сущностей из Викиданные. Количество загруженных сущностей: 500/500. |
| 18  | Богородск            | село               | Получено слишком много сущностей из Викиданные. Количество загруженных сущностей: 500/500. |
| 19  | Большая Шадейка      | деревня            | Получено слишком много сущностей из Викиданные. Количество загруженных сущностей: 500/500. |
| 20  | Болотовка            | деревня            | Получено слишком много сущностей из Викиданные. Количество загруженных сущностей: 500/500. |
| 21  | Болотово             | деревня            | Получено слишком много сущностей из Викиданные. Количество загруженных сущностей: 500/500. |
| 22  | Большое Заозерье     | деревня            | Получено слишком много сущностей из Викиданные. Количество загруженных сущностей: 500/500. |
| 23  | Большое Поле         | деревня            | Получено слишком много сущностей из Викиданные. Количество загруженных сущностей: 500/500. |
| 24  | Боровая              | деревня            | Получено слишком много сущностей из Викиданные. Количество загруженных сущностей: 500/500. |
| 25  | Ботово               | деревня            | Получено слишком много сущностей из Викиданные. Количество загруженных сущностей: 500/500. |
| 26  | Брод                 | деревня            | Получено слишком много сущностей из Викиданные. Количество загруженных сущностей: 500/500. |
| 27  | Будайки              | деревня            | Получено слишком много сущностей из Викиданные. Количество загруженных сущностей: 500/500. |
| 28  | Бым                  | село               | Получено слишком много сущностей из Викиданные. Количество загруженных сущностей: 500/500. |
| 29  | Бымок                | посёлок            | Получено слишком много сущностей из Викиданные. Количество загруженных сущностей: 500/500. |
| 30  | Бырма                | село               | Получено слишком много сущностей из Викиданные. Количество загруженных сущностей: 500/500. |
| 31  | Вачегино             | деревня            | Получено слишком много сущностей из Викиданные. Количество загруженных сущностей: 500/500. |
| 32  | Верх-Талица          | деревня            | Получено слишком много сущностей из Викиданные. Количество загруженных сущностей: 500/500. |
| 33  | Верх-Турка           | деревня            | Получено слишком много сущностей из Викиданные. Количество загруженных сущностей: 500/500. |
| 34  | Верхний Шавляш       | деревня            | Получено слишком много сущностей из Викиданные. Количество загруженных сущностей: 500/500. |
| 35  | Верхняя Мельница     | деревня            | Получено слишком много сущностей из Викиданные. Количество загруженных сущностей: 500/500. |
| 36  | Веслянка             | деревня            | Получено слишком много сущностей из Викиданные. Количество загруженных сущностей: 500/500. |
| 37  | Воробьи              | деревня            | Получено слишком много сущностей из Викиданные. Количество загруженных сущностей: 500/500. |
| 38  | Выползово            | деревня            | Получено слишком много сущностей из Викиданные. Количество загруженных сущностей: 500/500. |
| 39  | Гамы                 | село               | Получено слишком много сущностей из Викиданные. Количество загруженных сущностей: 500/500. |
| 40  | Гари                 | деревня            | Получено слишком много сущностей из Викиданные. Количество загруженных сущностей: 500/500. |
| 41  | Голдыревский         | посёлок            | Получено слишком много сущностей из Викиданные. Количество загруженных сущностей: 500/500. |
| 42  | Голубята             | деревня            | Получено слишком много сущностей из Викиданные. Количество загруженных сущностей: 500/500. |
| 43  | Гора                 | деревня            | Получено слишком много сущностей из Викиданные. Количество загруженных сущностей: 500/500. |
| 44  | Горбуново            | деревня            | Получено слишком много сущностей из Викиданные. Количество загруженных сущностей: 500/500. |
| 45  | Горбунята            | деревня            | Получено слишком много сущностей из Викиданные. Количество загруженных сущностей: 500/500. |
| 46  | Горыни               | деревня            | Получено слишком много сущностей из Викиданные. Количество загруженных сущностей: 500/500. |
| 47  | Гробово              | деревня            | Получено слишком много сущностей из Викиданные. Количество загруженных сущностей: 500/500. |
| 48  | Громотеево           | деревня            | Получено слишком много сущностей из Викиданные. Количество загруженных сущностей: 500/500. |
| 49  | Гусево               | деревня            | Получено слишком много сущностей из Викиданные. Количество загруженных сущностей: 500/500. |
| 50  | Дейково              | деревня            | Получено слишком много сущностей из Викиданные. Количество загруженных сущностей: 500/500. |
| 51  | Докшино              | деревня            | Получено слишком много сущностей из Викиданные. Количество загруженных сущностей: 500/500. |
| 52  | Долматы              | деревня            | Получено слишком много сущностей из Викиданные. Количество загруженных сущностей: 500/500. |
| 53  | Дубовое              | деревня            | Получено слишком много сущностей из Викиданные. Количество загруженных сущностей: 500/500. |
| 54  | Дураково             | деревня            | Получено слишком много сущностей из Викиданные. Количество загруженных сущностей: 500/500. |
| 55  | Елесино              | деревня            | Получено слишком много сущностей из Викиданные. Количество загруженных сущностей: 500/500. |
| 56  | Елкино               | деревня            | Получено слишком много сущностей из Викиданные. Количество загруженных сущностей: 500/500. |
| 57  | Ергач                | посёлок станции    | Получено слишком много сущностей из Викиданные. Количество загруженных сущностей: 500/500. |
| 58  | Ергач                | деревня            | Получено слишком много сущностей из Викиданные. Количество загруженных сущностей: 500/500. |
| 59  | Ерши                 | деревня            | Получено слишком много сущностей из Викиданные. Количество загруженных сущностей: 500/500. |
| 60  | Ерыкалово            | деревня            | Получено слишком много сущностей из Викиданные. Количество загруженных сущностей: 500/500. |
| 61  | Жилино               | посёлок            | Получено слишком много сущностей из Викиданные. Количество загруженных сущностей: 500/500. |
| 62  | Забор                | деревня            | Получено слишком много сущностей из Викиданные. Количество загруженных сущностей: 500/500. |
| 63  | Заборское            | деревня            | Получено слишком много сущностей из Викиданные. Количество загруженных сущностей: 500/500. |
| 64  | Закоптелково         | деревня            | Получено слишком много сущностей из Викиданные. Количество загруженных сущностей: 500/500. |
| 65  | Закурья              | деревня            | Получено слишком много сущностей из Викиданные. Количество загруженных сущностей: 500/500. |
| 66  | Зарека               | деревня            | Получено слишком много сущностей из Викиданные. Количество загруженных сущностей: 500/500. |
| 67  | Зарубино             | село               | Получено слишком много сущностей из Викиданные. Количество загруженных сущностей: 500/500. |
| 68  | Заспалово            | деревня            | Получено слишком много сущностей из Викиданные. Количество загруженных сущностей: 500/500. |
| 69  | Захаровка            | деревня            | Получено слишком много сущностей из Викиданные. Количество загруженных сущностей: 500/500. |
| 70  | Змеевка              | деревня            | Получено слишком много сущностей из Викиданные. Количество загруженных сущностей: 500/500. |
| 71  | Зуево                | деревня            | Получено слишком много сущностей из Викиданные. Количество загруженных сущностей: 500/500. |
| 72  | Зуята                | село               |                                                                                            |
| 73  | Зыковка              | деревня            | Получено слишком много сущностей из Викиданные. Количество загруженных сущностей: 500/500. |
| 74  | Ивановка             | деревня            | Получено слишком много сущностей из Викиданные. Количество загруженных сущностей: 500/500. |
| 75  | Ильича               | посёлок            | Получено слишком много сущностей из Викиданные. Количество загруженных сущностей: 500/500. |
| 76  | Иренский             | посёлок            | Получено слишком много сущностей из Викиданные. Количество загруженных сущностей: 500/500. |
| 77  | Исаковка             | деревня            | Получено слишком много сущностей из Викиданные. Количество загруженных сущностей: 500/500. |
| 78  | Казаево              | деревня            | Получено слишком много сущностей из Викиданные. Количество загруженных сущностей: 500/500. |
| 79  | Казарма              | деревня            | Получено слишком много сущностей из Викиданные. Количество загруженных сущностей: 500/500. |
| 80  | Казарма 1509 км      | населённый пункт   | Получено слишком много сущностей из Викиданные. Количество загруженных сущностей: 500/500. |
| 81  | Казарята             | деревня            | Получено слишком много сущностей из Викиданные. Количество загруженных сущностей: 500/500. |
| 82  | Кайгородово          | деревня            | Получено слишком много сущностей из Викиданные. Количество загруженных сущностей: 500/500. |
| 83  | Калашниково          | деревня            | Получено слишком много сущностей из Викиданные. Количество загруженных сущностей: 500/500. |
| 84  | Калинино             | село               | Получено слишком много сущностей из Викиданные. Количество загруженных сущностей: 500/500. |
| 85  | Калиничи             | деревня            | Получено слишком много сущностей из Викиданные. Количество загруженных сущностей: 500/500. |
| 86  | Каменка              | деревня            | Получено слишком много сущностей из Викиданные. Количество загруженных сущностей: 500/500. |
| 87  | Камышево             | деревня            | Получено слишком много сущностей из Викиданные. Количество загруженных сущностей: 500/500. |
| 88  | Канабеково           | деревня            | Получено слишком много сущностей из Викиданные. Количество загруженных сущностей: 500/500. |
| 89  | Каразельга           | деревня            | Получено слишком много сущностей из Викиданные. Количество загруженных сущностей: 500/500. |
| 90  | Карьи                | деревня            | Получено слишком много сущностей из Викиданные. Количество загруженных сущностей: 500/500. |
| 91  | Катино               | деревня            | Получено слишком много сущностей из Викиданные. Количество загруженных сущностей: 500/500. |
| 92  | Каширино             | село               | Получено слишком много сущностей из Викиданные. Количество загруженных сущностей: 500/500. |
| 93  | Кинделино            | село               | Получено слишком много сущностей из Викиданные. Количество загруженных сущностей: 500/500. |
| 94  | Кирьяны              | деревня            | Получено слишком много сущностей из Викиданные. Количество загруженных сущностей: 500/500. |
| 95  | Кисели               | деревня            | Получено слишком много сущностей из Викиданные. Количество загруженных сущностей: 500/500. |
| 96  | Киселево             | деревня            | Получено слишком много сущностей из Викиданные. Количество загруженных сущностей: 500/500. |
| 97  | Кислово              | деревня            | Получено слишком много сущностей из Викиданные. Количество загруженных сущностей: 500/500. |
| 98  | Кислово              | деревня            | Получено слишком много сущностей из Викиданные. Количество загруженных сущностей: 500/500. |
| 99  | Климята              | деревня            | Получено слишком много сущностей из Викиданные. Количество загруженных сущностей: 500/500. |
| 100 | Ключ                 | деревня            | Получено слишком много сущностей из Викиданные. Количество загруженных сущностей: 500/500. |
| 101 | Кокоры               | деревня            | Получено слишком много сущностей из Викиданные. Количество загруженных сущностей: 500/500. |
| 102 | Кокшарово            | деревня            | Получено слишком много сущностей из Викиданные. Количество загруженных сущностей: 500/500. |
| 103 | Колпашники           | деревня            | Получено слишком много сущностей из Викиданные. Количество загруженных сущностей: 500/500. |
| 104 | Колываново           | деревня            | Получено слишком много сущностей из Викиданные. Количество загруженных сущностей: 500/500. |
| 105 | Комарово             | деревня            | Получено слишком много сущностей из Викиданные. Количество загруженных сущностей: 500/500. |
| 106 | Комсомольский        | посёлок            | Получено слишком много сущностей из Викиданные. Количество загруженных сущностей: 500/500. |
| 107 | Кособаново           | деревня            | Получено слишком много сущностей из Викиданные. Количество загруженных сущностей: 500/500. |
| 108 | Кочебахтино          | деревня            | Получено слишком много сущностей из Викиданные. Количество загруженных сущностей: 500/500. |
| 109 | Красный Берег        | деревня            | Получено слишком много сущностей из Викиданные. Количество загруженных сущностей: 500/500. |
| 110 | Крутики              | деревня            | Получено слишком много сущностей из Викиданные. Количество загруженных сущностей: 500/500. |
| 111 | Кужлево              | деревня            | Получено слишком много сущностей из Викиданные. Количество загруженных сущностей: 500/500. |
| 112 | Кузино               | деревня            | Получено слишком много сущностей из Викиданные. Количество загруженных сущностей: 500/500. |
| 113 | Кукуй                | деревня            | Получено слишком много сущностей из Викиданные. Количество загруженных сущностей: 500/500. |
| 114 | Кулачево             | деревня            | Получено слишком много сущностей из Викиданные. Количество загруженных сущностей: 500/500. |
| 115 | Курашимский          | посёлок разъезда   | Получено слишком много сущностей из Викиданные. Количество загруженных сущностей: 500/500. |
| 116 | Курманаево           | деревня            | Получено слишком много сущностей из Викиданные. Количество загруженных сущностей: 500/500. |
| 117 | Кыласово             | село               | Получено слишком много сущностей из Викиданные. Количество загруженных сущностей: 500/500. |
| 118 | Лагуново             | деревня            | Получено слишком много сущностей из Викиданные. Количество загруженных сущностей: 500/500. |
| 119 | Ленск                | село               | Получено слишком много сущностей из Викиданные. Количество загруженных сущностей: 500/500. |
| 120 | Липовка              | деревня            | Получено слишком много сущностей из Викиданные. Количество загруженных сущностей: 500/500. |
| 121 | Липово               | деревня            | Получено слишком много сущностей из Викиданные. Количество загруженных сущностей: 500/500. |
| 122 | Лудино               | деревня            | Получено слишком много сущностей из Викиданные. Количество загруженных сущностей: 500/500. |
| 123 | Лужки                | деревня            | Получено слишком много сущностей из Викиданные. Количество загруженных сущностей: 500/500. |
| 124 | Лукино               | деревня            | Получено слишком много сущностей из Викиданные. Количество загруженных сущностей: 500/500. |
| 125 | Лядово               | деревня            | Получено слишком много сущностей из Викиданные. Количество загруженных сущностей: 500/500. |
| 126 | Ломотино             | деревня            | Получено слишком много сущностей из Викиданные. Количество загруженных сущностей: 500/500. |
| 127 | Любимово             | деревня            | Получено слишком много сущностей из Викиданные. Количество загруженных сущностей: 500/500. |
| 128 | Любимово             | отдельный дом (нп) | Получено слишком много сущностей из Викиданные. Количество загруженных сущностей: 500/500. |
| 129 | Мазунино             | село               | Получено слишком много сущностей из Викиданные. Количество загруженных сущностей: 500/500. |
| 130 | Малково              | деревня            | Получено слишком много сущностей из Викиданные. Количество загруженных сущностей: 500/500. |
| 131 | Мартыново            | деревня            | Получено слишком много сущностей из Викиданные. Количество загруженных сущностей: 500/500. |
| 132 | Масленники           | деревня            | Получено слишком много сущностей из Викиданные. Количество загруженных сущностей: 500/500. |
| 133 | Мериново             | деревня            | Получено слишком много сущностей из Викиданные. Количество загруженных сущностей: 500/500. |
| 134 | Мичково              | деревня            | Получено слишком много сущностей из Викиданные. Количество загруженных сущностей: 500/500. |
| 135 | Могилево             | деревня            | Получено слишком много сущностей из Викиданные. Количество загруженных сущностей: 500/500. |
| 136 | Мозжегоры            | деревня            | Получено слишком много сущностей из Викиданные. Количество загруженных сущностей: 500/500. |
| 137 | Моховое              | деревня            | Получено слишком много сущностей из Викиданные. Количество загруженных сущностей: 500/500. |
| 138 | Моховое              | село               | Получено слишком много сущностей из Викиданные. Количество загруженных сущностей: 500/500. |
| 139 | Моховое              | деревня            | Получено слишком много сущностей из Викиданные. Количество загруженных сущностей: 500/500. |
| 140 | Мульково             | деревня            | Получено слишком много сущностей из Викиданные. Количество загруженных сущностей: 500/500. |
| 141 | Мушкалово            | деревня            | Получено слишком много сущностей из Викиданные. Количество загруженных сущностей: 500/500. |
| 142 | Мыльники             | деревня            | Получено слишком много сущностей из Викиданные. Количество загруженных сущностей: 500/500. |
| 143 | Мясниково            | деревня            | Получено слишком много сущностей из Викиданные. Количество загруженных сущностей: 500/500. |
| 144 | Напарино             | деревня            | Получено слишком много сущностей из Викиданные. Количество загруженных сущностей: 500/500. |
| 145 | Насадка              | село               | Получено слишком много сущностей из Викиданные. Количество загруженных сущностей: 500/500. |
| 146 | Неволино             | село               | Получено слишком много сущностей из Викиданные. Количество загруженных сущностей: 500/500. |
| 147 | Нивино               | деревня            | Получено слишком много сущностей из Викиданные. Количество загруженных сущностей: 500/500. |
| 148 | Нижний Шавляш        | деревня            | Получено слишком много сущностей из Викиданные. Количество загруженных сущностей: 500/500. |
| 149 | Николичи             | деревня            | Получено слишком много сущностей из Викиданные. Количество загруженных сущностей: 500/500. |
| 150 | Новая Деревня        | деревня            | Получено слишком много сущностей из Викиданные. Количество загруженных сущностей: 500/500. |
| 151 | Новоселы             | деревня            | Получено слишком много сущностей из Викиданные. Количество загруженных сущностей: 500/500. |
| 152 | Новоселы             | деревня            | Получено слишком много сущностей из Викиданные. Количество загруженных сущностей: 500/500. |
| 153 | Обухово              | деревня            | Получено слишком много сущностей из Викиданные. Количество загруженных сущностей: 500/500. |
| 154 | Огрызково            | деревня            | Получено слишком много сущностей из Викиданные. Количество загруженных сущностей: 500/500. |
| 155 | Одина                | деревня            | Получено слишком много сущностей из Викиданные. Количество загруженных сущностей: 500/500. |
| 156 | Ожга                 | деревня            | Получено слишком много сущностей из Викиданные. Количество загруженных сущностей: 500/500. |
| 157 | Ольховка             | деревня            | Получено слишком много сущностей из Викиданные. Количество загруженных сущностей: 500/500. |
| 158 | Осиновое Озеро       | посёлок            | Получено слишком много сущностей из Викиданные. Количество загруженных сущностей: 500/500. |
| 159 | Осташата             | деревня            | Получено слишком много сущностей из Викиданные. Количество загруженных сущностей: 500/500. |
| 160 | Парашино             | деревня            | Получено слишком много сущностей из Викиданные. Количество загруженных сущностей: 500/500. |
| 161 | Патраково            | деревня            | Получено слишком много сущностей из Викиданные. Количество загруженных сущностей: 500/500. |
| 162 | Пауты                | деревня            | Получено слишком много сущностей из Викиданные. Количество загруженных сущностей: 500/500. |
| 163 | Пермяки              | деревня            | Получено слишком много сущностей из Викиданные. Количество загруженных сущностей: 500/500. |
| 164 | Песчанка             | деревня            | Получено слишком много сущностей из Викиданные. Количество загруженных сущностей: 500/500. |
| 165 | Пигасовка            | деревня            | Получено слишком много сущностей из Викиданные. Количество загруженных сущностей: 500/500. |
| 166 | Пихтари              | деревня            | Получено слишком много сущностей из Викиданные. Количество загруженных сущностей: 500/500. |
| 167 | Пихтари              | деревня            | Получено слишком много сущностей из Викиданные. Количество загруженных сущностей: 500/500. |
| 168 | Плашкино             | деревня            | Получено слишком много сущностей из Викиданные. Количество загруженных сущностей: 500/500. |
| 169 | Плеханово            | село               | Получено слишком много сущностей из Викиданные. Количество загруженных сущностей: 500/500. |
| 170 | Плешково             | деревня            | Получено слишком много сущностей из Викиданные. Количество загруженных сущностей: 500/500. |
| 171 | Площадка 1505 км     | населённый пункт   | Получено слишком много сущностей из Викиданные. Количество загруженных сущностей: 500/500. |
| 172 | Подвигаловка         | деревня            | Получено слишком много сущностей из Викиданные. Количество загруженных сущностей: 500/500. |
| 173 | Подкаменное          | деревня            | Получено слишком много сущностей из Викиданные. Количество загруженных сущностей: 500/500. |
| 174 | Подлиповка           | деревня            | Получено слишком много сущностей из Викиданные. Количество загруженных сущностей: 500/500. |
| 175 | Подсобное Хозяйство  | посёлок            | Получено слишком много сущностей из Викиданные. Количество загруженных сущностей: 500/500. |
| 176 | Подъельник           | деревня            | Получено слишком много сущностей из Викиданные. Количество загруженных сущностей: 500/500. |
| 177 | Подъельничная        | деревня            | Получено слишком много сущностей из Викиданные. Количество загруженных сущностей: 500/500. |
| 178 | Полевая              | деревня            | Получено слишком много сущностей из Викиданные. Количество загруженных сущностей: 500/500. |
| 179 | Полетаево            | деревня            | Получено слишком много сущностей из Викиданные. Количество загруженных сущностей: 500/500. |
| 180 | Полыгарец            | деревня            | Получено слишком много сущностей из Викиданные. Количество загруженных сущностей: 500/500. |
| 181 | Пономарёвка          | деревня            | Получено слишком много сущностей из Викиданные. Количество загруженных сущностей: 500/500. |
| 182 | Поповка              | деревня            | Получено слишком много сущностей из Викиданные. Количество загруженных сущностей: 500/500. |
| 183 | Пустынники           | деревня            | Получено слишком много сущностей из Викиданные. Количество загруженных сущностей: 500/500. |
| 184 | Разепино             | деревня            | Получено слишком много сущностей из Викиданные. Количество загруженных сущностей: 500/500. |
| 185 | Родионово            | деревня            | Получено слишком много сущностей из Викиданные. Количество загруженных сущностей: 500/500. |
| 186 | Рыбинка              | деревня            | Получено слишком много сущностей из Викиданные. Количество загруженных сущностей: 500/500. |
| 187 | Савлек               | деревня            | Получено слишком много сущностей из Викиданные. Количество загруженных сущностей: 500/500. |
| 188 | Садок                | деревня            | Получено слишком много сущностей из Викиданные. Количество загруженных сущностей: 500/500. |
| 189 | Садоягодное          | посёлок            | Получено слишком много сущностей из Викиданные. Количество загруженных сущностей: 500/500. |
| 190 | Саркаево             | деревня            | Получено слишком много сущностей из Викиданные. Количество загруженных сущностей: 500/500. |
| 191 | Семсовхоз            | посёлок            | Получено слишком много сущностей из Викиданные. Количество загруженных сущностей: 500/500. |
| 192 | Серга                | село               | Получено слишком много сущностей из Викиданные. Количество загруженных сущностей: 500/500. |
| 193 | Скородум             | деревня            | Получено слишком много сущностей из Викиданные. Количество загруженных сущностей: 500/500. |
| 194 | Снегири              | деревня            | Получено слишком много сущностей из Викиданные. Количество загруженных сущностей: 500/500. |
| 195 | Солодово             | деревня            | Получено слишком много сущностей из Викиданные. Количество загруженных сущностей: 500/500. |
| 196 | Сороки               | деревня            | Получено слишком много сущностей из Викиданные. Количество загруженных сущностей: 500/500. |
| 197 | Средняя Мельница     | деревня            | Получено слишком много сущностей из Викиданные. Количество загруженных сущностей: 500/500. |
| 198 | Старое Село          | деревня            | Получено слишком много сущностей из Викиданные. Количество загруженных сущностей: 500/500. |
| 199 | Стерлягово           | деревня            | Получено слишком много сущностей из Викиданные. Количество загруженных сущностей: 500/500. |
| 200 | Сухая Речка          | деревня            | Получено слишком много сущностей из Викиданные. Количество загруженных сущностей: 500/500. |
| 201 | Сухорослово          | деревня            | Получено слишком много сущностей из Викиданные. Количество загруженных сущностей: 500/500. |
| 202 | Сылвенск             | село               | Получено слишком много сущностей из Викиданные. Количество загруженных сущностей: 500/500. |
| 203 | Талачик              | деревня            | Получено слишком много сущностей из Викиданные. Количество загруженных сущностей: 500/500. |
| 204 | Татарская Шишмара    | посёлок            | Получено слишком много сущностей из Викиданные. Количество загруженных сущностей: 500/500. |
| 205 | Тёплая               | деревня            | Получено слишком много сущностей из Викиданные. Количество загруженных сущностей: 500/500. |
| 206 | Тихановка            | село               | Получено слишком много сущностей из Викиданные. Количество загруженных сущностей: 500/500. |
| 207 | Трактовая            | деревня            | Получено слишком много сущностей из Викиданные. Количество загруженных сущностей: 500/500. |
| 208 | Троельга             | село               | Получено слишком много сущностей из Викиданные. Количество загруженных сущностей: 500/500. |
| 209 | Троицк               | село               | Получено слишком много сущностей из Викиданные. Количество загруженных сущностей: 500/500. |
| 210 | Тураи                | деревня            | Получено слишком много сущностей из Викиданные. Количество загруженных сущностей: 500/500. |
| 211 | Туркское Лесничество | посёлок            | Получено слишком много сущностей из Викиданные. Количество загруженных сущностей: 500/500. |
| 212 | Ульяново             | деревня            | Получено слишком много сущностей из Викиданные. Количество загруженных сущностей: 500/500. |
| 213 | Усть-Турка           | село               | Получено слишком много сущностей из Викиданные. Количество загруженных сущностей: 500/500. |
| 214 | Урмы                 | деревня            | Получено слишком много сущностей из Викиданные. Количество загруженных сущностей: 500/500. |
| 215 | Уфа                  | деревня            | Получено слишком много сущностей из Викиданные. Количество загруженных сущностей: 500/500. |
| 216 | Учхоз СПТУ № 68      | посёлок            | Получено слишком много сущностей из Викиданные. Количество загруженных сущностей: 500/500. |
| 217 | Филипповка           | село               | Получено слишком много сущностей из Викиданные. Количество загруженных сущностей: 500/500. |
| 218 | Хмелевка             | деревня            | Получено слишком много сущностей из Викиданные. Количество загруженных сущностей: 500/500. |
| 219 | Хохлово              | деревня            | Получено слишком много сущностей из Викиданные. Количество загруженных сущностей: 500/500. |
| 220 | Черемухово           | деревня            | Получено слишком много сущностей из Викиданные. Количество загруженных сущностей: 500/500. |
| 221 | Черепахи             | деревня            | Получено слишком много сущностей из Викиданные. Количество загруженных сущностей: 500/500. |
| 222 | Чёрное Саркаево      | деревня            | Получено слишком много сущностей из Викиданные. Количество загруженных сущностей: 500/500. |
| 223 | Чикали               | посёлок            | Получено слишком много сущностей из Викиданные. Количество загруженных сущностей: 500/500. |
| 224 | Чувирята             | деревня            | Получено слишком много сущностей из Викиданные. Количество загруженных сущностей: 500/500. |
| 225 | Шавкуново            | деревня            | Получено слишком много сущностей из Викиданные. Количество загруженных сущностей: 500/500. |
| 226 | Шадейка              | посёлок            | Получено слишком много сущностей из Викиданные. Количество загруженных сущностей: 500/500. |
| 227 | Шадейская будка      | отдельный дом (нп) | Получено слишком много сущностей из Викиданные. Количество загруженных сущностей: 500/500. |
| 228 | Шаква                | деревня            | Получено слишком много сущностей из Викиданные. Количество загруженных сущностей: 500/500. |
| 229 | Шарташи              | деревня            | Получено слишком много сущностей из Викиданные. Количество загруженных сущностей: 500/500. |
| 230 | Шатово               | деревня            | Получено слишком много сущностей из Викиданные. Количество загруженных сущностей: 500/500. |
| 231 | Шестаки              | деревня            | Получено слишком много сущностей из Викиданные. Количество загруженных сущностей: 500/500. |
| 232 | Шубино               | деревня            | Получено слишком много сущностей из Викиданные. Количество загруженных сущностей: 500/500. |
| 233 | Шувалки              | деревня            | Получено слишком много сущностей из Викиданные. Количество загруженных сущностей: 500/500. |
| 234 | Шумиловка            | деревня            | Получено слишком много сущностей из Викиданные. Количество загруженных сущностей: 500/500. |
| 235 | Щелканы              | деревня            | Получено слишком много сущностей из Викиданные. Количество загруженных сущностей: 500/500. |
| 236 | Юговское             | село               | Получено слишком много сущностей из Викиданные. Количество загруженных сущностей: 500/500. |
| 237 | Юмыш                 | деревня            | Получено слишком много сущностей из Викиданные. Количество загруженных сущностей: 500/500. |
| 238 | Юшковка              | деревня            | Получено слишком много сущностей из Викиданные. Количество загруженных сущностей: 500/500. |
| 239 | Якшевитово           | деревня            | Получено слишком много сущностей из Викиданные. Количество загруженных сущностей: 500/500. |
| 240 | Ярыгино              | деревня            | Получено слишком много сущностей из Викиданные. Количество загруженных сущностей: 500/500. |

### Нытвенский (Нытвенский городской округ)
| №   | Населённый пункт | Тип                   | Население                                                                                  |
| --- | ---------------- | --------------------- | ------------------------------------------------------------------------------------------ |
| 1   | Агапово          | деревня               | Получено слишком много сущностей из Викиданные. Количество загруженных сущностей: 500/500. |
| 2   | Азовские         | деревня               | Получено слишком много сущностей из Викиданные. Количество загруженных сущностей: 500/500. |
| 3   | Алекино          | деревня               | Получено слишком много сущностей из Викиданные. Количество загруженных сущностей: 500/500. |
| 4   | Андрията         | деревня               | Получено слишком много сущностей из Викиданные. Количество загруженных сущностей: 500/500. |
| 5   | Антоново         | деревня               | Получено слишком много сущностей из Викиданные. Количество загруженных сущностей: 500/500. |
| 6   | Архипово         | деревня               | Получено слишком много сущностей из Викиданные. Количество загруженных сущностей: 500/500. |
| 7   | Бабуши           | деревня               | Получено слишком много сущностей из Викиданные. Количество загруженных сущностей: 500/500. |
| 8   | Балагуры         | деревня               | Получено слишком много сущностей из Викиданные. Количество загруженных сущностей: 500/500. |
| 9   | Батуры           | деревня               | Получено слишком много сущностей из Викиданные. Количество загруженных сущностей: 500/500. |
| 10  | Белобородово     | деревня               | Получено слишком много сущностей из Викиданные. Количество загруженных сущностей: 500/500. |
| 11  | Большие Шаврята  | деревня               | Получено слишком много сущностей из Викиданные. Количество загруженных сущностей: 500/500. |
| 12  | Будка 1366 км    | населённый пункт      | Получено слишком много сущностей из Викиданные. Количество загруженных сущностей: 500/500. |
| 13  | Бураки           | деревня               | Получено слишком много сущностей из Викиданные. Количество загруженных сущностей: 500/500. |
| 14  | Верхние Даньки   | деревня               | Получено слишком много сущностей из Викиданные. Количество загруженных сущностей: 500/500. |
| 15  | Вожаково         | деревня               | Получено слишком много сущностей из Викиданные. Количество загруженных сущностей: 500/500. |
| 16  | Волеги           | деревня               | Получено слишком много сущностей из Викиданные. Количество загруженных сущностей: 500/500. |
| 17  | Воробьи          | село                  | Получено слишком много сущностей из Викиданные. Количество загруженных сущностей: 500/500. |
| 18  | Галки            | деревня               | Получено слишком много сущностей из Викиданные. Количество загруженных сущностей: 500/500. |
| 19  | Городничата      | деревня               | Получено слишком много сущностей из Викиданные. Количество загруженных сущностей: 500/500. |
| 20  | Горы             | деревня               | Получено слишком много сущностей из Викиданные. Количество загруженных сущностей: 500/500. |
| 21  | Григорьевская    | посёлок станции       | Получено слишком много сущностей из Викиданные. Количество загруженных сущностей: 500/500. |
| 22  | Григорьевское    | село                  | Получено слишком много сущностей из Викиданные. Количество загруженных сущностей: 500/500. |
| 23  | Груни            | деревня               | Получено слишком много сущностей из Викиданные. Количество загруженных сущностей: 500/500. |
| 24  | Гуслята          | деревня               | Получено слишком много сущностей из Викиданные. Количество загруженных сущностей: 500/500. |
| 25  | Деменево         | деревня               | Получено слишком много сущностей из Викиданные. Количество загруженных сущностей: 500/500. |
| 26  | Дрезды           | деревня               | Получено слишком много сущностей из Викиданные. Количество загруженных сущностей: 500/500. |
| 27  | Дубровино        | деревня               | Получено слишком много сущностей из Викиданные. Количество загруженных сущностей: 500/500. |
| 28  | Дудино           | деревня               | Получено слишком много сущностей из Викиданные. Количество загруженных сущностей: 500/500. |
| 29  | Дыбки            | деревня               | Получено слишком много сущностей из Викиданные. Количество загруженных сущностей: 500/500. |
| 30  | Егоршата         | деревня               | Получено слишком много сущностей из Викиданные. Количество загруженных сущностей: 500/500. |
| 31  | Еранино          | деревня               | Получено слишком много сущностей из Викиданные. Количество загруженных сущностей: 500/500. |
| 32  | Ерофеево         | деревня               | Получено слишком много сущностей из Викиданные. Количество загруженных сущностей: 500/500. |
| 33  | Ерши             | деревня               | Получено слишком много сущностей из Викиданные. Количество загруженных сущностей: 500/500. |
| 34  | Жарены           | деревня               | Получено слишком много сущностей из Викиданные. Количество загруженных сущностей: 500/500. |
| 35  | Жигалы           | деревня               | Получено слишком много сущностей из Викиданные. Количество загруженных сущностей: 500/500. |
| 36  | Залог            | деревня               | Получено слишком много сущностей из Викиданные. Количество загруженных сущностей: 500/500. |
| 37  | Заполье          | деревня               | Получено слишком много сущностей из Викиданные. Количество загруженных сущностей: 500/500. |
| 38  | Заполье          | деревня               | Получено слишком много сущностей из Викиданные. Количество загруженных сущностей: 500/500. |
| 39  | Зенки            | деревня               | Получено слишком много сущностей из Викиданные. Количество загруженных сущностей: 500/500. |
| 40  | Зуи              | деревня               | Получено слишком много сущностей из Викиданные. Количество загруженных сущностей: 500/500. |
| 41  | Казарма 27 км    | населённый пункт      | Получено слишком много сущностей из Викиданные. Количество загруженных сущностей: 500/500. |
| 42  | Калуги           | деревня               | Получено слишком много сущностей из Викиданные. Количество загруженных сущностей: 500/500. |
| 43  | Ключи            | деревня               | Получено слишком много сущностей из Викиданные. Количество загруженных сущностей: 500/500. |
| 44  | Ковриги          | деревня               | Получено слишком много сущностей из Викиданные. Количество загруженных сущностей: 500/500. |
| 45  | Колотыги         | деревня               | Получено слишком много сущностей из Викиданные. Количество загруженных сущностей: 500/500. |
| 46  | Конино           | деревня               | Получено слишком много сущностей из Викиданные. Количество загруженных сущностей: 500/500. |
| 47  | Косинцы          | деревня               | Получено слишком много сущностей из Викиданные. Количество загруженных сущностей: 500/500. |
| 48  | Косогор          | деревня               | Получено слишком много сущностей из Викиданные. Количество загруженных сущностей: 500/500. |
| 49  | Кошели           | деревня               | Получено слишком много сущностей из Викиданные. Количество загруженных сущностей: 500/500. |
| 50  | Куликово         | деревня               | Получено слишком много сущностей из Викиданные. Количество загруженных сущностей: 500/500. |
| 51  | Ленино           | село                  | Получено слишком много сущностей из Викиданные. Количество загруженных сущностей: 500/500. |
| 52  | Луговая          | деревня               | Получено слишком много сущностей из Викиданные. Количество загруженных сущностей: 500/500. |
| 53  | Лузино           | село                  | Получено слишком много сущностей из Викиданные. Количество загруженных сущностей: 500/500. |
| 54  | Лягушино         | деревня               | Получено слишком много сущностей из Викиданные. Количество загруженных сущностей: 500/500. |
| 55  | Ляпуны           | деревня               | Получено слишком много сущностей из Викиданные. Количество загруженных сущностей: 500/500. |
| 56  | Марчуги          | деревня               | Получено слишком много сущностей из Викиданные. Количество загруженных сущностей: 500/500. |
| 57  | Мокино           | село                  | Получено слишком много сущностей из Викиданные. Количество загруженных сущностей: 500/500. |
| 58  | Мокрые           | деревня               | Получено слишком много сущностей из Викиданные. Количество загруженных сущностей: 500/500. |
| 59  | Мысы             | деревня               | Получено слишком много сущностей из Викиданные. Количество загруженных сущностей: 500/500. |
| 60  | Нижние Морозы    | деревня               | Получено слишком много сущностей из Викиданные. Количество загруженных сущностей: 500/500. |
| 61  | Нижняя Гаревая   | деревня               | Получено слишком много сущностей из Викиданные. Количество загруженных сущностей: 500/500. |
| 62  | Нововожаково     | деревня               | Получено слишком много сущностей из Викиданные. Количество загруженных сущностей: 500/500. |
| 63  | Новоильинский    | рабочий посёлок (пгт) | Получено слишком много сущностей из Викиданные. Количество загруженных сущностей: 500/500. |
| 64  | Новокошкино      | деревня               | Получено слишком много сущностей из Викиданные. Количество загруженных сущностей: 500/500. |
| 65  | Нытва            | город                 | Получено слишком много сущностей из Викиданные. Количество загруженных сущностей: 500/500. |
| 66  | Ольховка         | деревня               | Получено слишком много сущностей из Викиданные. Количество загруженных сущностей: 500/500. |
| 67  | Опалиха          | деревня               | Получено слишком много сущностей из Викиданные. Количество загруженных сущностей: 500/500. |
| 68  | Оськино          | деревня               | Получено слишком много сущностей из Викиданные. Количество загруженных сущностей: 500/500. |
| 69  | Первунята        | деревня               | Получено слишком много сущностей из Викиданные. Количество загруженных сущностей: 500/500. |
| 70  | Печенки          | деревня               | Получено слишком много сущностей из Викиданные. Количество загруженных сущностей: 500/500. |
| 71  | Покровское       | село                  | Получено слишком много сущностей из Викиданные. Количество загруженных сущностей: 500/500. |
| 72  | Полом            | деревня               | Получено слишком много сущностей из Викиданные. Количество загруженных сущностей: 500/500. |
| 73  | Поснята          | деревня               | Получено слишком много сущностей из Викиданные. Количество загруженных сущностей: 500/500. |
| 74  | Постаноги        | деревня               | Получено слишком много сущностей из Викиданные. Количество загруженных сущностей: 500/500. |
| 75  | Приверха         | деревня               | Получено слишком много сущностей из Викиданные. Количество загруженных сущностей: 500/500. |
| 76  | Притыка          | деревня               | Получено слишком много сущностей из Викиданные. Количество загруженных сущностей: 500/500. |
| 77  | Пушкари          | деревня               | Получено слишком много сущностей из Викиданные. Количество загруженных сущностей: 500/500. |
| 78  | Реуны            | деревня               | Получено слишком много сущностей из Викиданные. Количество загруженных сущностей: 500/500. |
| 79  | Роди             | деревня               | Получено слишком много сущностей из Викиданные. Количество загруженных сущностей: 500/500. |
| 80  | Рожки            | деревня               | Получено слишком много сущностей из Викиданные. Количество загруженных сущностей: 500/500. |
| 81  | Рыбхоз           | деревня               | Получено слишком много сущностей из Викиданные. Количество загруженных сущностей: 500/500. |
| 82  | Савинята         | деревня               | Получено слишком много сущностей из Викиданные. Количество загруженных сущностей: 500/500. |
| 83  | Сахары           | деревня               | Получено слишком много сущностей из Викиданные. Количество загруженных сущностей: 500/500. |
| 84  | Селища           | деревня               | Получено слишком много сущностей из Викиданные. Количество загруженных сущностей: 500/500. |
| 85  | Сергино          | село                  | Получено слишком много сущностей из Викиданные. Количество загруженных сущностей: 500/500. |
| 86  | Сопени           | деревня               | Получено слишком много сущностей из Викиданные. Количество загруженных сущностей: 500/500. |
| 87  | Соснова          | деревня               | Получено слишком много сущностей из Викиданные. Количество загруженных сущностей: 500/500. |
| 88  | Спирята          | деревня               | Получено слишком много сущностей из Викиданные. Количество загруженных сущностей: 500/500. |
| 89  | Старцево         | деревня               | Получено слишком много сущностей из Викиданные. Количество загруженных сущностей: 500/500. |
| 90  | Старый Посад     | деревня               | Получено слишком много сущностей из Викиданные. Количество загруженных сущностей: 500/500. |
| 91  | Сукманы          | деревня               | Получено слишком много сущностей из Викиданные. Количество загруженных сущностей: 500/500. |
| 92  | Сукманы          | посёлок станции       | Получено слишком много сущностей из Викиданные. Количество загруженных сущностей: 500/500. |
| 93  | Сюзьва           | посёлок разъезда      | Получено слишком много сущностей из Викиданные. Количество загруженных сущностей: 500/500. |
| 94  | Таланы           | деревня               | Получено слишком много сущностей из Викиданные. Количество загруженных сущностей: 500/500. |
| 95  | Талица           | деревня               | Получено слишком много сущностей из Викиданные. Количество загруженных сущностей: 500/500. |
| 96  | Тимино           | деревня               | Получено слишком много сущностей из Викиданные. Количество загруженных сущностей: 500/500. |
| 97  | Трошина          | деревня               | Получено слишком много сущностей из Викиданные. Количество загруженных сущностей: 500/500. |
| 98  | Туманы           | деревня               | Получено слишком много сущностей из Викиданные. Количество загруженных сущностей: 500/500. |
| 99  | Тюлени           | деревня               | Получено слишком много сущностей из Викиданные. Количество загруженных сущностей: 500/500. |
| 100 | Удалы            | деревня               | Получено слишком много сущностей из Викиданные. Количество загруженных сущностей: 500/500. |
| 101 | Уральский        | рабочий посёлок (пгт) | Получено слишком много сущностей из Викиданные. Количество загруженных сущностей: 500/500. |
| 102 | Усть-Шерья       | деревня               | Получено слишком много сущностей из Викиданные. Количество загруженных сущностей: 500/500. |
| 103 | Фиминята         | деревня               | Получено слишком много сущностей из Викиданные. Количество загруженных сущностей: 500/500. |
| 104 | Чайковская       | посёлок станции       | Получено слишком много сущностей из Викиданные. Количество загруженных сущностей: 500/500. |
| 105 | Чекмени          | село                  | Получено слишком много сущностей из Викиданные. Количество загруженных сущностей: 500/500. |
| 106 | Числы            | деревня               | Получено слишком много сущностей из Викиданные. Количество загруженных сущностей: 500/500. |
| 107 | Члены            | деревня               | Получено слишком много сущностей из Викиданные. Количество загруженных сущностей: 500/500. |
| 108 | Чудиново         | деревня               | Получено слишком много сущностей из Викиданные. Количество загруженных сущностей: 500/500. |
| 109 | Шатуны           | деревня               | Получено слишком много сущностей из Викиданные. Количество загруженных сущностей: 500/500. |
| 110 | Шевырята         | деревня               | Получено слишком много сущностей из Викиданные. Количество загруженных сущностей: 500/500. |
| 111 | Шерья            | село                  | Получено слишком много сущностей из Викиданные. Количество загруженных сущностей: 500/500. |
| 112 | Шилоносово       | деревня               | Получено слишком много сущностей из Викиданные. Количество загруженных сущностей: 500/500. |
| 113 | Шувалова         | деревня               | Получено слишком много сущностей из Викиданные. Количество загруженных сущностей: 500/500. |
| 114 | Шумиха           | деревня               | Получено слишком много сущностей из Викиданные. Количество загруженных сущностей: 500/500. |
| 115 | Юшково           | деревня               | Получено слишком много сущностей из Викиданные. Количество загруженных сущностей: 500/500. |
| 116 | Якимова          | деревня               | Получено слишком много сущностей из Викиданные. Количество загруженных сущностей: 500/500. |
| 117 | Якунино          | деревня               | Получено слишком много сущностей из Викиданные. Количество загруженных сущностей: 500/500. |

### Октябрьский (Октябрьский городской округ)
| №  | Населённый пункт    | Тип                   | Население                                                                                  |
| -- | ------------------- | --------------------- | ------------------------------------------------------------------------------------------ |
| 1  | Адилева             | деревня               | Получено слишком много сущностей из Викиданные. Количество загруженных сущностей: 500/500. |
| 2  | Азимовка            | деревня               | Получено слишком много сущностей из Викиданные. Количество загруженных сущностей: 500/500. |
| 3  | Алмаз               | село                  | Получено слишком много сущностей из Викиданные. Количество загруженных сущностей: 500/500. |
| 4  | Алтынное            | село                  | Получено слишком много сущностей из Викиданные. Количество загруженных сущностей: 500/500. |
| 5  | Атеро-Ключ          | деревня               | Получено слишком много сущностей из Викиданные. Количество загруженных сущностей: 500/500. |
| 6  | Атерский            | посёлок               | Получено слишком много сущностей из Викиданные. Количество загруженных сущностей: 500/500. |
| 7  | Атнягузи            | деревня               | Получено слишком много сущностей из Викиданные. Количество загруженных сущностей: 500/500. |
| 8  | Баймурзина          | деревня               | Получено слишком много сущностей из Викиданные. Количество загруженных сущностей: 500/500. |
| 9  | Бартым              | посёлок               | Получено слишком много сущностей из Викиданные. Количество загруженных сущностей: 500/500. |
| 10 | Басино              | село                  | Получено слишком много сущностей из Викиданные. Количество загруженных сущностей: 500/500. |
| 11 | Бикбай              | деревня               | Получено слишком много сущностей из Викиданные. Количество загруженных сущностей: 500/500. |
| 12 | Биктулка            | деревня               | Получено слишком много сущностей из Викиданные. Количество загруженных сущностей: 500/500. |
| 13 | Бияваш              | село                  | Получено слишком много сущностей из Викиданные. Количество загруженных сущностей: 500/500. |
| 14 | Богородск           | село                  | Получено слишком много сущностей из Викиданные. Количество загруженных сущностей: 500/500. |
| 15 | Большой Сарс        | деревня               | Получено слишком много сущностей из Викиданные. Количество загруженных сущностей: 500/500. |
| 16 | Будкеево            | деревня               | Получено слишком много сущностей из Викиданные. Количество загруженных сущностей: 500/500. |
| 17 | Варяж               | деревня               | Получено слишком много сущностей из Викиданные. Количество загруженных сущностей: 500/500. |
| 18 | Васильевка          | деревня               | Получено слишком много сущностей из Викиданные. Количество загруженных сущностей: 500/500. |
| 19 | Верх-Бияваш         | деревня               | Получено слишком много сущностей из Викиданные. Количество загруженных сущностей: 500/500. |
| 20 | Верх-Ирень          | деревня               | Получено слишком много сущностей из Викиданные. Количество загруженных сущностей: 500/500. |
| 21 | Верх-Тюш            | деревня               | Получено слишком много сущностей из Викиданные. Количество загруженных сущностей: 500/500. |
| 22 | Верх-Урмея          | деревня               | Получено слишком много сущностей из Викиданные. Количество загруженных сущностей: 500/500. |
| 23 | Верх-Шуртан         | деревня               | Получено слишком много сущностей из Викиданные. Количество загруженных сущностей: 500/500. |
| 24 | Гольцево            | деревня               | Получено слишком много сущностей из Викиданные. Количество загруженных сущностей: 500/500. |
| 25 | Горны               | деревня               | Получено слишком много сущностей из Викиданные. Количество загруженных сущностей: 500/500. |
| 26 | Дороховка           | деревня               | Получено слишком много сущностей из Викиданные. Количество загруженных сущностей: 500/500. |
| 27 | Егашка              | деревня               | Получено слишком много сущностей из Викиданные. Количество загруженных сущностей: 500/500. |
| 28 | Емельяновка         | деревня               | Получено слишком много сущностей из Викиданные. Количество загруженных сущностей: 500/500. |
| 29 | Енапаево            | село                  | Получено слишком много сущностей из Викиданные. Количество загруженных сущностей: 500/500. |
| 30 | Зуевский            | посёлок               | Получено слишком много сущностей из Викиданные. Количество загруженных сущностей: 500/500. |
| 31 | Ильинск             | деревня               | Получено слишком много сущностей из Викиданные. Количество загруженных сущностей: 500/500. |
| 32 | Ишимово             | село                  | Получено слишком много сущностей из Викиданные. Количество загруженных сущностей: 500/500. |
| 33 | Кашкина             | деревня               | Получено слишком много сущностей из Викиданные. Количество загруженных сущностей: 500/500. |
| 34 | Ключи               | посёлок               | Получено слишком много сущностей из Викиданные. Количество загруженных сущностей: 500/500. |
| 35 | Ключики             | деревня               | Получено слишком много сущностей из Викиданные. Количество загруженных сущностей: 500/500. |
| 36 | Козаки              | деревня               | Получено слишком много сущностей из Викиданные. Количество загруженных сущностей: 500/500. |
| 37 | Колтаева            | деревня               | Получено слишком много сущностей из Викиданные. Количество загруженных сущностей: 500/500. |
| 38 | Кошкина             | деревня               | Получено слишком много сущностей из Викиданные. Количество загруженных сущностей: 500/500. |
| 39 | Криулино            | деревня               | Получено слишком много сущностей из Викиданные. Количество загруженных сущностей: 500/500. |
| 40 | Курбатова           | деревня               | Получено слишком много сущностей из Викиданные. Количество загруженных сущностей: 500/500. |
| 41 | Леун                | село                  | Получено слишком много сущностей из Викиданные. Количество загруженных сущностей: 500/500. |
| 42 | Лидино              | село                  | Получено слишком много сущностей из Викиданные. Количество загруженных сущностей: 500/500. |
| 43 | Мавлекаево          | деревня               | Получено слишком много сущностей из Викиданные. Количество загруженных сущностей: 500/500. |
| 44 | Малый Сарс          | деревня               | Получено слишком много сущностей из Викиданные. Количество загруженных сущностей: 500/500. |
| 45 | Малый Тарт          | деревня               | Получено слишком много сущностей из Викиданные. Количество загруженных сущностей: 500/500. |
| 46 | Мельниковский       | хутор                 | Получено слишком много сущностей из Викиданные. Количество загруженных сущностей: 500/500. |
| 47 | Мосино              | село                  | Получено слишком много сущностей из Викиданные. Количество загруженных сущностей: 500/500. |
| 48 | Мостовая            | село                  | Получено слишком много сущностей из Викиданные. Количество загруженных сущностей: 500/500. |
| 49 | Ненастье            | посёлок               | Получено слишком много сущностей из Викиданные. Количество загруженных сущностей: 500/500. |
| 50 | Нижний Тесяк        | деревня               | Получено слишком много сущностей из Викиданные. Количество загруженных сущностей: 500/500. |
| 51 | Новопетровка        | деревня               | Получено слишком много сущностей из Викиданные. Количество загруженных сущностей: 500/500. |
| 52 | Озерки              | деревня               | Получено слишком много сущностей из Викиданные. Количество загруженных сущностей: 500/500. |
| 53 | Октябрьский         | рабочий посёлок (пгт) | Получено слишком много сущностей из Викиданные. Количество загруженных сущностей: 500/500. |
| 54 | Отделение № 2       | деревня               | Получено слишком много сущностей из Викиданные. Количество загруженных сущностей: 500/500. |
| 55 | Отделение № 4       | деревня               | Получено слишком много сущностей из Викиданные. Количество загруженных сущностей: 500/500. |
| 56 | Отделение № 5       | деревня               | Получено слишком много сущностей из Викиданные. Количество загруженных сущностей: 500/500. |
| 57 | Петропавловск       | село                  | Получено слишком много сущностей из Викиданные. Количество загруженных сущностей: 500/500. |
| 58 | Покрово-Смирновский | хутор                 | Получено слишком много сущностей из Викиданные. Количество загруженных сущностей: 500/500. |
| 59 | Порозово            | деревня               | Получено слишком много сущностей из Викиданные. Количество загруженных сущностей: 500/500. |
| 60 | Редькино            | деревня               | Получено слишком много сущностей из Викиданные. Количество загруженных сущностей: 500/500. |
| 61 | Русский Сарс        | село                  | Получено слишком много сущностей из Викиданные. Количество загруженных сущностей: 500/500. |
| 62 | Самарова            | деревня               | Получено слишком много сущностей из Викиданные. Количество загруженных сущностей: 500/500. |
| 63 | Сарс                | рабочий посёлок (пгт) | Получено слишком много сущностей из Викиданные. Количество загруженных сущностей: 500/500. |
| 64 | Седяш               | деревня               | Получено слишком много сущностей из Викиданные. Количество загруженных сущностей: 500/500. |
| 65 | Снежное             | село                  | Получено слишком много сущностей из Викиданные. Количество загруженных сущностей: 500/500. |
| 66 | Сорокино            | деревня               | Получено слишком много сущностей из Викиданные. Количество загруженных сущностей: 500/500. |
| 67 | Сосновка            | деревня               | Получено слишком много сущностей из Викиданные. Количество загруженных сущностей: 500/500. |
| 68 | Столбовка           | деревня               | Получено слишком много сущностей из Викиданные. Количество загруженных сущностей: 500/500. |
| 69 | Тляково             | деревня               | Получено слишком много сущностей из Викиданные. Количество загруженных сущностей: 500/500. |
| 70 | Тюинск              | село                  | Получено слишком много сущностей из Викиданные. Количество загруженных сущностей: 500/500. |
| 71 | Тюйное Озеро        | село                  | Получено слишком много сущностей из Викиданные. Количество загруженных сущностей: 500/500. |
| 72 | Тюш                 | посёлок               | Получено слишком много сущностей из Викиданные. Количество загруженных сущностей: 500/500. |
| 73 | Уваряж              | деревня               | Получено слишком много сущностей из Викиданные. Количество загруженных сущностей: 500/500. |
| 74 | Уразметьево         | деревня               | Получено слишком много сущностей из Викиданные. Количество загруженных сущностей: 500/500. |
| 75 | Усть-Арий           | деревня               | Получено слишком много сущностей из Викиданные. Количество загруженных сущностей: 500/500. |
| 76 | Усть-Каменка        | деревня               | Получено слишком много сущностей из Викиданные. Количество загруженных сущностей: 500/500. |
| 77 | Усть-Саварово       | деревня               | Получено слишком много сущностей из Викиданные. Количество загруженных сущностей: 500/500. |
| 78 | Уяс                 | деревня               | Получено слишком много сущностей из Викиданные. Количество загруженных сущностей: 500/500. |
| 79 | Харино Озеро        | деревня               | Получено слишком много сущностей из Викиданные. Количество загруженных сущностей: 500/500. |
| 80 | Чад                 | деревня               | Получено слишком много сущностей из Викиданные. Количество загруженных сущностей: 500/500. |
| 81 | Шараповка           | деревня               | Получено слишком много сущностей из Викиданные. Количество загруженных сущностей: 500/500. |
| 82 | Шатунова            | деревня               | Получено слишком много сущностей из Викиданные. Количество загруженных сущностей: 500/500. |
| 83 | Ширяева             | деревня               | Получено слишком много сущностей из Викиданные. Количество загруженных сущностей: 500/500. |
| 84 | Щучье Озеро         | деревня               | Получено слишком много сущностей из Викиданные. Количество загруженных сущностей: 500/500. |
| 85 | Щучье Озеро         | посёлок               | Получено слишком много сущностей из Викиданные. Количество загруженных сущностей: 500/500. |

### Осинский (Осинский городской округ)
| №  | Населённый пункт    | Тип     | Население                                                                                    |
| -- | ------------------- | ------- | -------------------------------------------------------------------------------------------- |
| 1  | Бархатова           | деревня | Получено слишком много сущностей из Викиданные. Количество загруженных сущностей: 500/500.   |
| 2  | Боголюбы            | деревня | Получено слишком много сущностей из Викиданные. Количество загруженных сущностей: 500/500.   |
| 3  | Богомягково         | село    | Получено слишком много сущностей из Викиданные. Количество загруженных сущностей: 500/500.   |
| 4  | Кочебашева          | деревня | Получено слишком много сущностей из Викиданные. Количество загруженных сущностей: 500/500.   |
| 5  | Верхняя Давыдовка   | село    | Получено слишком много сущностей из Викиданные. Количество загруженных сущностей: 500/500.   |
| 6  | Верхняя Чермода     | деревня | Получено слишком много сущностей из Викиданные. Количество загруженных сущностей: 500/500.   |
| 7  | Верх-Пещерка        | деревня | Получено слишком много сущностей из Викиданные. Количество загруженных сущностей: 500/500.   |
| 8  | Гамицы              | село    | Получено слишком много сущностей из Викиданные. Количество загруженных сущностей: 500/500.   |
| 9  | Гольяны             | деревня | Получено слишком много сущностей из Викиданные. Количество загруженных сущностей: 500/500.   |
| 10 | Городище            | деревня | Получено слишком много сущностей из Викиданные. Количество загруженных сущностей: 500/500.   |
| 11 | Горы                | село    | Получено слишком много сущностей из Викиданные. Количество загруженных сущностей: 500/500.   |
| 12 | Гремяча             | деревня | Получено слишком много сущностей из Викиданные. Количество загруженных сущностей: 500/500.   |
| 13 | Десяткова           | деревня | Получено слишком много сущностей из Викиданные. Количество загруженных сущностей: 500/500.   |
| 14 | Елдушино            | деревня | Получено слишком много сущностей из Викиданные. Количество загруженных сущностей: 500/500.   |
| 15 | Заводчик            | деревня | Получено слишком много сущностей из Викиданные. Количество загруженных сущностей: 500/500.   |
| 16 | Заготзерно          | посёлок | Получено слишком много сущностей из Викиданные. Количество загруженных сущностей: 500/500.   |
| 17 | Ирьяк               | деревня | Получено слишком много сущностей из Викиданные. Количество загруженных сущностей: 500/500.   |
| 18 | Калино              | деревня | Получено слишком много сущностей из Викиданные. Количество загруженных сущностей: 500/500.   |
| 19 | Каменка             | деревня | Получено слишком много сущностей из Викиданные. Количество загруженных сущностей: 500/500.   |
| 20 | Кашкара             | деревня | Получено слишком много сущностей из Викиданные. Количество загруженных сущностей: 500/500.   |
| 21 | Кирпичи             | деревня | Получено слишком много сущностей из Викиданные. Количество загруженных сущностей: 500/500.   |
| 22 | Ключики             | деревня | Получено слишком много сущностей из Викиданные. Количество загруженных сущностей: 500/500.   |
| 23 | Ключики             | деревня | Получено слишком много сущностей из Викиданные. Количество загруженных сущностей: 500/500.   |
| 24 | Козлова             | деревня | Получено слишком много сущностей из Викиданные. Количество загруженных сущностей: 500/500.   |
| 25 | Комарово            | село    | Получено слишком много сущностей из Викиданные. Количество загруженных сущностей: 500/500.   |
| 26 | Красные Горки       | деревня | Получено слишком много сущностей из Викиданные. Количество загруженных сущностей: 500/500.   |
| 27 | Красный Маяк        | посёлок | Получено слишком много сущностей из Викиданные. Количество загруженных сущностей: 500/500.   |
| 28 | Крылово             | село    | Получено слишком много сущностей из Викиданные. Количество загруженных сущностей: 500/500.   |
| 29 | Кузнечиха           | село    | Получено слишком много сущностей из Викиданные. Количество загруженных сущностей: 500/500.   |
| 30 | Кустова             | деревня | Получено слишком много сущностей из Викиданные. Количество загруженных сущностей: 500/500.   |
| 31 | Лесной              | посёлок | Получено слишком много сущностей из Викиданные. Количество загруженных сущностей: 500/500.   |
| 32 | Мазунина            | деревня | Получено слишком много сущностей из Викиданные. Количество загруженных сущностей: 500/500.   |
| 33 | Майдан              | деревня | Получено слишком много сущностей из Викиданные. Количество загруженных сущностей: 500/500.   |
| 34 | Малая Паль          | деревня | Получено слишком много сущностей из Викиданные. Количество загруженных сущностей: 500/500.   |
| 35 | Монастырка          | деревня | Получено слишком много сущностей из Викиданные. Количество загруженных сущностей: 500/500.   |
| 36 | Мостовая            | деревня | Получено слишком много сущностей из Викиданные. Количество загруженных сущностей: 500/500.   |
| 37 | Нефтебаза           | посёлок | Получено слишком много сущностей из Викиданные. Количество загруженных сущностей: 500/500.   |
| 38 | Нижний Чекур        | деревня | Получено слишком много сущностей из Викиданные. Количество загруженных сущностей: 500/500.   |
| 39 | Нижняя Вахромеевка  | деревня | Получено слишком много сущностей из Викиданные. Количество загруженных сущностей: 500/500.   |
| 40 | Нижняя Чермода      | деревня | Получено слишком много сущностей из Викиданные. Количество загруженных сущностей: 500/500.   |
| 41 | Новая Александровка | деревня | Получено слишком много сущностей из Викиданные. Количество загруженных сущностей: 500/500.   |
| 42 | Новая Драчёва       | деревня | Получено слишком много сущностей из Викиданные. Количество загруженных сущностей: 500/500.   |
| 43 | Новое Городище      | деревня | Получено слишком много сущностей из Викиданные. Количество загруженных сущностей: 500/500.   |
| 44 | Новозалесново       | село    | Получено слишком много сущностей из Викиданные. Количество загруженных сущностей: 500/500.   |
| 45 | Новоромашково       | деревня | Получено слишком много сущностей из Викиданные. Количество загруженных сущностей: 500/500.   |
| 46 | Ольховка            | деревня | Получено слишком много сущностей из Викиданные. Количество загруженных сущностей: 500/500.   |
| 47 | Оса                 | город   | Получено слишком много сущностей из Викиданные. Количество загруженных сущностей: 500/500.   |
| 48 | Осока               | деревня | Получено слишком много сущностей из Викиданные. Количество загруженных сущностей: 500/500.   |
| 49 | Пакли               | деревня | Получено слишком много сущностей из Викиданные. Количество загруженных сущностей: 500/500.   |
| 50 | Паль                | село    | Получено слишком много сущностей из Викиданные. Количество загруженных сущностей: 500/500.   |
| 51 | Пермякова           | деревня | Получено слишком много сущностей из Викиданные. Количество загруженных сущностей: 500/500.   |
| 52 | Пермякова           | деревня | Получено слишком много сущностей из Викиданные. Количество загруженных сущностей: 500/500.   |
| 53 | Песьянка            | деревня | Получено слишком много сущностей из Викиданные. Количество загруженных сущностей: 500/500.   |
| 54 | Песьянка            | посёлок | Получено слишком много сущностей из Викиданные. Количество загруженных сущностей: 500/500.   |
| 55 | Петухова            | деревня | Получено слишком много сущностей из Викиданные. Количество загруженных сущностей: 500/500.   |
| 56 | Пещеры              | деревня | Получено слишком много сущностей из Викиданные. Количество загруженных сущностей: 500/500.   |
| 57 | Подгородище         | деревня | Получено слишком много сущностей из Викиданные. Количество загруженных сущностей: 500/500.   |
| 58 | Покровка            | деревня | Получено слишком много сущностей из Викиданные. Количество загруженных сущностей: 500/500.   |
| 59 | Потайная            | деревня | Получено слишком много сущностей из Викиданные. Количество загруженных сущностей: 500/500.   |
| 60 | Прикамье            | деревня | Получено слишком много сущностей из Викиданные. Количество загруженных сущностей: 500/500.   |
| 61 | Пьянкова            | деревня | Получено слишком много сущностей из Викиданные. Количество загруженных сущностей: 500/500.   |
| 62 | Рейд                | посёлок | Получено слишком много сущностей из Викиданные. Количество загруженных сущностей: 500/500.   |
| 63 | Рогово              | деревня | Получено слишком много сущностей из Викиданные. Количество загруженных сущностей: 500/500.   |
| 64 | Росстани            | деревня | Получено слишком много сущностей из Викиданные. Количество загруженных сущностей: 500/500.   |
| 65 | Светлый             | посёлок | Получено слишком много сущностей из Викиданные. Количество загруженных сущностей: 500/500.   |
| 66 | Сергеева            | деревня | Получено слишком много сущностей из Викиданные. Количество загруженных сущностей: 500/500.   |
| 67 | Симаково            | деревня | Получено слишком много сущностей из Викиданные. Количество загруженных сущностей: 500/500.   |
| 68 | Сосновый Бор        | деревня | Получено слишком много сущностей из Викиданные. Количество загруженных сущностей: 500/500. ] |
| 69 | Старое Городище     | деревня | Получено слишком много сущностей из Викиданные. Количество загруженных сущностей: 500/500.   |
| 70 | Субботина           | деревня | Получено слишком много сущностей из Викиданные. Количество загруженных сущностей: 500/500.   |
| 71 | Тишкова             | деревня | Получено слишком много сущностей из Викиданные. Количество загруженных сущностей: 500/500.   |
| 72 | Устиново            | село    | Получено слишком много сущностей из Викиданные. Количество загруженных сущностей: 500/500.   |
| 73 | Усть-Паль           | посёлок | Получено слишком много сущностей из Викиданные. Количество загруженных сущностей: 500/500.   |
| 74 | Щелкановка          | деревня | Получено слишком много сущностей из Викиданные. Количество загруженных сущностей: 500/500.   |
| 75 | Язлова              | деревня | Получено слишком много сущностей из Викиданные. Количество загруженных сущностей: 500/500.   |

### Оханский (Оханский городской округ)
| №  | Населённый пункт | Тип     | Население                                                                                  |
| -- | ---------------- | ------- | ------------------------------------------------------------------------------------------ |
| 1  | Андреевка        | село    | Получено слишком много сущностей из Викиданные. Количество загруженных сущностей: 500/500. |
| 2  | Батаиха          | деревня | Получено слишком много сущностей из Викиданные. Количество загруженных сущностей: 500/500. |
| 3  | Беляевка         | село    | Получено слишком много сущностей из Викиданные. Количество загруженных сущностей: 500/500. |
| 4  | Березник         | деревня | Получено слишком много сущностей из Викиданные. Количество загруженных сущностей: 500/500. |
| 5  | Берёзовка        | деревня | Получено слишком много сущностей из Викиданные. Количество загруженных сущностей: 500/500. |
| 6  | Болгары          | деревня | Получено слишком много сущностей из Викиданные. Количество загруженных сущностей: 500/500. |
| 7  | Большая Гремяча  | деревня | Получено слишком много сущностей из Викиданные. Количество загруженных сущностей: 500/500. |
| 8  | Верхняя Шумиха   | деревня | Получено слишком много сущностей из Викиданные. Количество загруженных сущностей: 500/500. |
| 9  | Галешник         | деревня | Получено слишком много сущностей из Викиданные. Количество загруженных сущностей: 500/500. |
| 10 | Гаревляна        | деревня | Получено слишком много сущностей из Викиданные. Количество загруженных сущностей: 500/500. |
| 11 | Гляденово        | деревня | Получено слишком много сущностей из Викиданные. Количество загруженных сущностей: 500/500. |
| 12 | Горюхалиха       | деревня | Получено слишком много сущностей из Викиданные. Количество загруженных сущностей: 500/500. |
| 13 | Дуброво          | село    | Получено слишком много сущностей из Викиданные. Количество загруженных сущностей: 500/500. |
| 14 | Ерзовка          | деревня | Получено слишком много сущностей из Викиданные. Количество загруженных сущностей: 500/500. |
| 15 | Заборье          | деревня | Получено слишком много сущностей из Викиданные. Количество загруженных сущностей: 500/500. |
| 16 | Загора           | деревня | Получено слишком много сущностей из Викиданные. Количество загруженных сущностей: 500/500. |
| 17 | Замалая          | деревня | Получено слишком много сущностей из Викиданные. Количество загруженных сущностей: 500/500. |
| 18 | Замании          | деревня | Получено слишком много сущностей из Викиданные. Количество загруженных сущностей: 500/500. |
| 19 | Заонохово        | деревня | Получено слишком много сущностей из Викиданные. Количество загруженных сущностей: 500/500. |
| 20 | Заполье          | деревня | Получено слишком много сущностей из Викиданные. Количество загруженных сущностей: 500/500. |
| 21 | Заполье          | деревня | Получено слишком много сущностей из Викиданные. Количество загруженных сущностей: 500/500. |
| 22 | Зародники        | деревня | Получено слишком много сущностей из Викиданные. Количество загруженных сущностей: 500/500. |
| 23 | Казанка          | село    | Получено слишком много сущностей из Викиданные. Количество загруженных сущностей: 500/500. |
| 24 | Казымово         | деревня | Получено слишком много сущностей из Викиданные. Количество загруженных сущностей: 500/500. |
| 25 | Касьяново        | деревня | Получено слишком много сущностей из Викиданные. Количество загруженных сущностей: 500/500. |
| 26 | Ключи 3-и        | деревня | Получено слишком много сущностей из Викиданные. Количество загруженных сущностей: 500/500. |
| 27 | Копыловка        | деревня | Получено слишком много сущностей из Викиданные. Количество загруженных сущностей: 500/500. |
| 28 | Кочегары         | деревня | Получено слишком много сущностей из Викиданные. Количество загруженных сущностей: 500/500. |
| 29 | Красные Горки    | деревня | Получено слишком много сущностей из Викиданные. Количество загруженных сущностей: 500/500. |
| 30 | Кропачиха        | деревня |                                                                                            |
| 31 | Лариха           | деревня | Получено слишком много сущностей из Викиданные. Количество загруженных сущностей: 500/500. |
| 32 | Лыва             | деревня | Получено слишком много сущностей из Викиданные. Количество загруженных сущностей: 500/500. |
| 33 | Мерзляки         | деревня | Получено слишком много сущностей из Викиданные. Количество загруженных сущностей: 500/500. |
| 34 | Мыльники         | деревня | Получено слишком много сущностей из Викиданные. Количество загруженных сущностей: 500/500. |
| 35 | Мысы             | деревня | Получено слишком много сущностей из Викиданные. Количество загруженных сущностей: 500/500. |
| 36 | Новые Селища     | деревня | Получено слишком много сущностей из Викиданные. Количество загруженных сущностей: 500/500. |
| 37 | Окуловка         | деревня | Получено слишком много сущностей из Викиданные. Количество загруженных сущностей: 500/500. |
| 38 | Осиновка         | деревня | Получено слишком много сущностей из Викиданные. Количество загруженных сущностей: 500/500. |
| 39 | Осиновка         | деревня | Получено слишком много сущностей из Викиданные. Количество загруженных сущностей: 500/500. |
| 40 | Острожка         | село    | Получено слишком много сущностей из Викиданные. Количество загруженных сущностей: 500/500. |
| 41 | Оханск           | город   | Получено слишком много сущностей из Викиданные. Количество загруженных сущностей: 500/500. |
| 42 | Першино          | деревня | Получено слишком много сущностей из Викиданные. Количество загруженных сущностей: 500/500. |
| 43 | Подволок         | деревня | Получено слишком много сущностей из Викиданные. Количество загруженных сущностей: 500/500. |
| 44 | Подскопина       | деревня | Получено слишком много сущностей из Викиданные. Количество загруженных сущностей: 500/500. |
| 45 | Половинка        | деревня | Получено слишком много сущностей из Викиданные. Количество загруженных сущностей: 500/500. |
| 46 | Пономари         | село    | Получено слишком много сущностей из Викиданные. Количество загруженных сущностей: 500/500. |
| 47 | Посад            | деревня | Получено слишком много сущностей из Викиданные. Количество загруженных сущностей: 500/500. |
| 48 | Притыка          | деревня | Получено слишком много сущностей из Викиданные. Количество загруженных сущностей: 500/500. |
| 49 | Пташки           | деревня | Получено слишком много сущностей из Викиданные. Количество загруженных сущностей: 500/500. |
| 50 | Старые Селища    | деревня | Получено слишком много сущностей из Викиданные. Количество загруженных сущностей: 500/500. |
| 51 | Суровцы          | деревня | Получено слишком много сущностей из Викиданные. Количество загруженных сущностей: 500/500. |
| 52 | Сухой Лог        | деревня | Получено слишком много сущностей из Викиданные. Количество загруженных сущностей: 500/500. |
| 53 | Сычи             | деревня | Получено слишком много сущностей из Викиданные. Количество загруженных сущностей: 500/500. |
| 54 | Таборы           | село    | Получено слишком много сущностей из Викиданные. Количество загруженных сущностей: 500/500. |
| 55 | Тулумбаиха       | деревня | Получено слишком много сущностей из Викиданные. Количество загруженных сущностей: 500/500. |
| 56 | Усолье           | деревня | Получено слишком много сущностей из Викиданные. Количество загруженных сущностей: 500/500. |
| 57 | Чугудаи          | деревня | Получено слишком много сущностей из Викиданные. Количество загруженных сущностей: 500/500. |
| 58 | Чуран            | деревня | Получено слишком много сущностей из Викиданные. Количество загруженных сущностей: 500/500. |
| 59 | Чуркино          | деревня | Получено слишком много сущностей из Викиданные. Количество загруженных сущностей: 500/500. |
| 60 | Шалаши           | деревня | Получено слишком много сущностей из Викиданные. Количество загруженных сущностей: 500/500. |
| 61 | Шалыга           | деревня | Получено слишком много сущностей из Викиданные. Количество загруженных сущностей: 500/500. |
| 62 | Шаркан           | деревня | Получено слишком много сущностей из Викиданные. Количество загруженных сущностей: 500/500. |

### Очёрский (Очёрский городской округ)
| №  | Населённый пункт    | Тип                   | Население                                                                                  |
| -- | ------------------- | --------------------- | ------------------------------------------------------------------------------------------ |
| 1  | Абрамичи            | хутор                 | Получено слишком много сущностей из Викиданные. Количество загруженных сущностей: 500/500. |
| 2  | Аршиново            | деревня               | Получено слишком много сущностей из Викиданные. Количество загруженных сущностей: 500/500. |
| 3  | Балуево             | деревня               | Получено слишком много сущностей из Викиданные. Количество загруженных сущностей: 500/500. |
| 4  | Белобородово        | деревня               | Получено слишком много сущностей из Викиданные. Количество загруженных сущностей: 500/500. |
| 5  | Березники           | деревня               | Получено слишком много сущностей из Викиданные. Количество загруженных сущностей: 500/500. |
| 6  | Березово            | деревня               | Получено слишком много сущностей из Викиданные. Количество загруженных сущностей: 500/500. |
| 7  | Большие Бабики      | деревня               | Получено слишком много сущностей из Викиданные. Количество загруженных сущностей: 500/500. |
| 8  | Боронники           | деревня               | Получено слишком много сущностей из Викиданные. Количество загруженных сущностей: 500/500. |
| 9  | Бурдино             | деревня               | Получено слишком много сущностей из Викиданные. Количество загруженных сущностей: 500/500. |
| 10 | Бурдята             | деревня               | Получено слишком много сущностей из Викиданные. Количество загруженных сущностей: 500/500. |
| 11 | Вахруши             | деревня               | Получено слишком много сущностей из Викиданные. Количество загруженных сущностей: 500/500. |
| 12 | Верещагино          | деревня               | Получено слишком много сущностей из Викиданные. Количество загруженных сущностей: 500/500. |
| 13 | Верхняя Талица      | деревня               | Получено слишком много сущностей из Викиданные. Количество загруженных сущностей: 500/500. |
| 14 | Верх-Речки          | деревня               | Получено слишком много сущностей из Викиданные. Количество загруженных сущностей: 500/500. |
| 15 | Веселково           | деревня               | Получено слишком много сущностей из Викиданные. Количество загруженных сущностей: 500/500. |
| 16 | Ворониха            | деревня               | Получено слишком много сущностей из Викиданные. Количество загруженных сущностей: 500/500. |
| 17 | Галино              | деревня               | Получено слишком много сущностей из Викиданные. Количество загруженных сущностей: 500/500. |
| 18 | Гилево              | деревня               | Получено слишком много сущностей из Викиданные. Количество загруженных сущностей: 500/500. |
| 19 | Грязново            | деревня               | Получено слишком много сущностей из Викиданные. Количество загруженных сущностей: 500/500. |
| 20 | Дворец              | село                  | Получено слишком много сущностей из Викиданные. Количество загруженных сущностей: 500/500. |
| 21 | Дружба              | посёлок               | Получено слишком много сущностей из Викиданные. Количество загруженных сущностей: 500/500. |
| 22 | Егорово             | деревня               | Получено слишком много сущностей из Викиданные. Количество загруженных сущностей: 500/500. |
| 23 | Ежово               | деревня               | Получено слишком много сущностей из Викиданные. Количество загруженных сущностей: 500/500. |
| 24 | Забегалово          | деревня               | Получено слишком много сущностей из Викиданные. Количество загруженных сущностей: 500/500. |
| 25 | Зеленята            | деревня               | Получено слишком много сущностей из Викиданные. Количество загруженных сущностей: 500/500. |
| 26 | Зимы                | хутор                 | Получено слишком много сущностей из Викиданные. Количество загруженных сущностей: 500/500. |
| 27 | Казанский Ключ      | деревня               | Получено слишком много сущностей из Викиданные. Количество загруженных сущностей: 500/500. |
| 28 | Карсаново           | деревня               | Получено слишком много сущностей из Викиданные. Количество загруженных сущностей: 500/500. |
| 29 | Киприно             | деревня               | Получено слишком много сущностей из Викиданные. Количество загруженных сущностей: 500/500. |
| 30 | Ключи               | деревня               | Получено слишком много сущностей из Викиданные. Количество загруженных сущностей: 500/500. |
| 31 | Коса                | деревня               | Получено слишком много сущностей из Викиданные. Количество загруженных сущностей: 500/500. |
| 32 | Кулики              | село                  | Получено слишком много сущностей из Викиданные. Количество загруженных сущностей: 500/500. |
| 33 | Лужково             | деревня               | Получено слишком много сущностей из Викиданные. Количество загруженных сущностей: 500/500. |
| 34 | Макарова Гора       | деревня               | Получено слишком много сущностей из Викиданные. Количество загруженных сущностей: 500/500. |
| 35 | Малахово            | деревня               | Получено слишком много сущностей из Викиданные. Количество загруженных сущностей: 500/500. |
| 36 | Малые Бабики        | деревня               | Получено слишком много сущностей из Викиданные. Количество загруженных сущностей: 500/500. |
| 37 | Мартино             | деревня               | Получено слишком много сущностей из Викиданные. Количество загруженных сущностей: 500/500. |
| 38 | Масалки             | деревня               | Получено слишком много сущностей из Викиданные. Количество загруженных сущностей: 500/500. |
| 39 | Маштаки             | деревня               | Получено слишком много сущностей из Викиданные. Количество загруженных сущностей: 500/500. |
| 40 | Меновщики           | деревня               | Получено слишком много сущностей из Викиданные. Количество загруженных сущностей: 500/500. |
| 41 | Мешалки             | деревня               | Получено слишком много сущностей из Викиданные. Количество загруженных сущностей: 500/500. |
| 42 | Мокрушино           | деревня               | Получено слишком много сущностей из Викиданные. Количество загруженных сущностей: 500/500. |
| 43 | Морозово            | деревня               | Получено слишком много сущностей из Викиданные. Количество загруженных сущностей: 500/500. |
| 44 | Наберухи            | деревня               | Получено слишком много сущностей из Викиданные. Количество загруженных сущностей: 500/500. |
| 45 | Нижняя Талица       | деревня               | Получено слишком много сущностей из Викиданные. Количество загруженных сущностей: 500/500. |
| 46 | Низовская           | деревня               | Получено слишком много сущностей из Викиданные. Количество загруженных сущностей: 500/500. |
| 47 | Нововознесенск      | деревня               | Получено слишком много сущностей из Викиданные. Количество загруженных сущностей: 500/500. |
| 48 | Новоселы            | деревня               | Получено слишком много сущностей из Викиданные. Количество загруженных сущностей: 500/500. |
| 49 | Очёр                | город                 | Получено слишком много сущностей из Викиданные. Количество загруженных сущностей: 500/500. |
| 50 | Павловский          | рабочий посёлок (пгт) | Получено слишком много сущностей из Викиданные. Количество загруженных сущностей: 500/500. |
| 51 | Пахомово            | деревня               | Получено слишком много сущностей из Викиданные. Количество загруженных сущностей: 500/500. |
| 52 | Пепеляево           | деревня               | Получено слишком много сущностей из Викиданные. Количество загруженных сущностей: 500/500. |
| 53 | Пермячата           | деревня               | Получено слишком много сущностей из Викиданные. Количество загруженных сущностей: 500/500. |
| 54 | Пестерево           | деревня               | Получено слишком много сущностей из Викиданные. Количество загруженных сущностей: 500/500. |
| 55 | Песьяна             | деревня               | Получено слишком много сущностей из Викиданные. Количество загруженных сущностей: 500/500. |
| 56 | Погорелка           | деревня               | Получено слишком много сущностей из Викиданные. Количество загруженных сущностей: 500/500. |
| 57 | Подгорная           | деревня               | Получено слишком много сущностей из Викиданные. Количество загруженных сущностей: 500/500. |
| 58 | Подсобное Хозяйство | посёлок               | Получено слишком много сущностей из Викиданные. Количество загруженных сущностей: 500/500. |
| 59 | Пономари            | деревня               | Получено слишком много сущностей из Викиданные. Количество загруженных сущностей: 500/500. |
| 60 | Пурга               | деревня               | Получено слишком много сущностей из Викиданные. Количество загруженных сущностей: 500/500. |
| 61 | Рогали              | деревня               | Получено слишком много сущностей из Викиданные. Количество загруженных сущностей: 500/500. |
| 62 | Ромаши              | деревня               | Получено слишком много сущностей из Викиданные. Количество загруженных сущностей: 500/500. |
| 63 | Россохи             | деревня               | Получено слишком много сущностей из Викиданные. Количество загруженных сущностей: 500/500. |
| 64 | Седово              | деревня               | Получено слишком много сущностей из Викиданные. Количество загруженных сущностей: 500/500. |
| 65 | Семеново            | деревня               | Получено слишком много сущностей из Викиданные. Количество загруженных сущностей: 500/500. |
| 66 | Скакуны             | деревня               | Получено слишком много сущностей из Викиданные. Количество загруженных сущностей: 500/500. |
| 67 | Соломатка           | деревня               | Получено слишком много сущностей из Викиданные. Количество загруженных сущностей: 500/500. |
| 68 | Соромотино          | деревня               | Получено слишком много сущностей из Викиданные. Количество загруженных сущностей: 500/500. |
| 69 | Спешково            | деревня               | Получено слишком много сущностей из Викиданные. Количество загруженных сущностей: 500/500. |
| 70 | Спирята             | деревня               | Получено слишком много сущностей из Викиданные. Количество загруженных сущностей: 500/500. |
| 71 | Токари              | село                  | Получено слишком много сущностей из Викиданные. Количество загруженных сущностей: 500/500. |
| 72 | Третьяки            | деревня               | Получено слишком много сущностей из Викиданные. Количество загруженных сущностей: 500/500. |
| 73 | Уварово             | деревня               | Получено слишком много сущностей из Викиданные. Количество загруженных сущностей: 500/500. |
| 74 | Хлопуши             | деревня               | Получено слишком много сущностей из Викиданные. Количество загруженных сущностей: 500/500. |
| 75 | Чёрная              | деревня               | Получено слишком много сущностей из Викиданные. Количество загруженных сущностей: 500/500. |
| 76 | Чечки               | деревня               | Получено слишком много сущностей из Викиданные. Количество загруженных сущностей: 500/500. |

### Пермский
Шаблон:Автонумерация

### Сивинский (Сивинский муниципальный округ)
#invoke:Tables

### Соликамский
Город краевого значения Соликамск и Соликамский район на муниципальном уровне составляют Соликамский городской округ.
Шаблон:Автонумерация

### Суксунский (Суксунский городской округ)
Шаблон:Автонумерация

### Уинский (Уинский муниципальный округ)
Шаблон:Автонумерация

### Усольский
Город краевого значения Березники и Усольский район на муниципальном уровне составляют Березниковский городской округ.
Шаблон:Автонумерация

### Частинский (Частинский муниципальный округ)
Шаблон:Автонумерация

### Чердынский (Чердынский городской округ)
Шаблон:Автонумерация

### Чернушинский (Чернушинский городской округ)
Шаблон:Автонумерация